# Architettura delle stazioni della metropolitana di Parigi
La metropolitana di Parigi presenta 301 stazioni e 385 punti d'arresto (all'8 ottobre 2011). Il loro scopo è accogliere nel modo migliore possibile i passeggeri delle varie linee: su questo hanno lavorato decine di architetti in più di un secolo di storia.
Dalle prime edicole di Hector Guimard e le stazioni rivestite in ceramica debolmente illuminate, l'architettura delle strutture si è assai evoluta, in funzione dei tempi e delle varie esigenze dell'utenza. Dopo le strutture metalliche implementate negli anni 1960 e le piastrelle arancioni degli anni 1970, dal 1999 il metrò tende a tornare allo stile di inizio novecento, nel quadro del progetto Renouveau du métro. In parallelo, l'apertura nel 1998 della linea 14, completamente automatica, ha lanciato un nuovo stile, con stazioni vaste, moderne e funzionali.

## Esterno
La segnaletica che annuncia l'ingresso di una stazione del metrò è molto importante: deve poter essere visibile ed identificabile anche da lontano. L'estetica di tali accessi è più volte cambiata nel corso del tempo.

### Introduzione

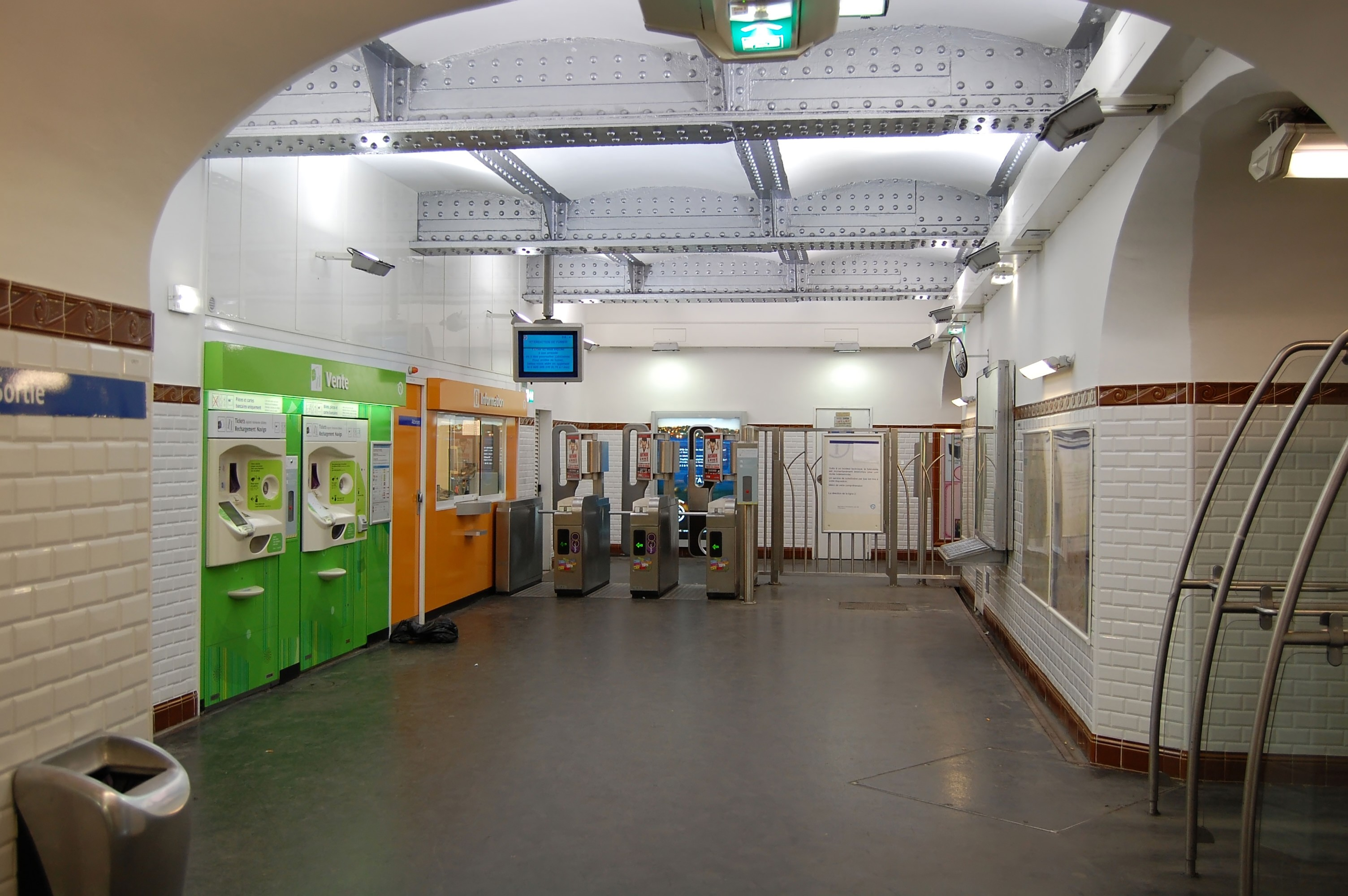
Entrata della stazione Abbesses.

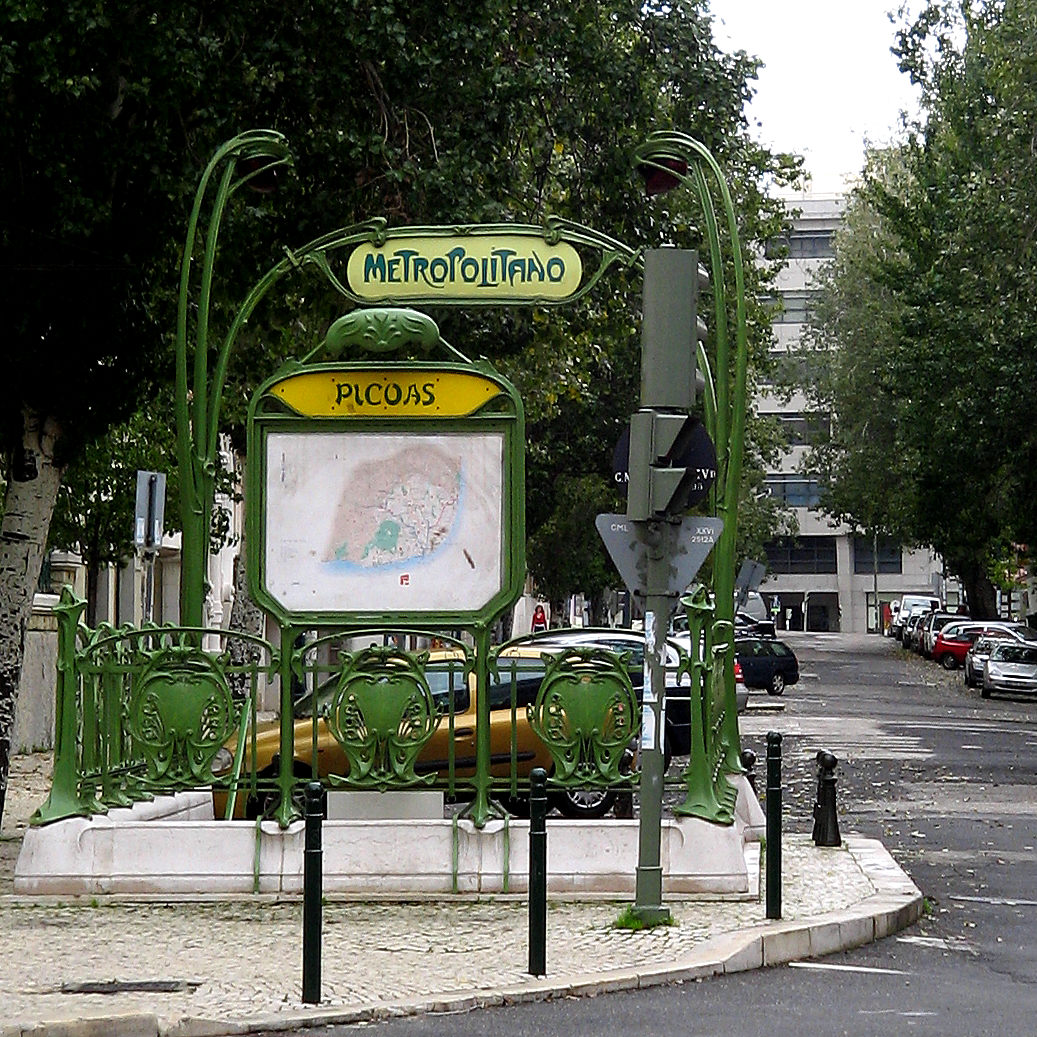
Edicola Guimard della stazione Picoas della metropolitana di Lisbona.

Gli accessi alle stazioni in stile Art Nouveau sono fra i simboli più noti di Parigi. L'architetto Hector Guimard fu selezionato nel 1899 per disegnare tali strutture, che furono create in più versioni: le più elaborate (type A) sono dotate anche di pensilina (come alla stazione Abbesses), altre (type B) presentano un accesso a forma di V rovesciata (stazioni Porte Dauphine e Châtelet); il modello più comune presenta una balaustra in ferro, verniciata di verde, modellata secondo motivi vegetali, con un cartello con la scritta métropolitain retto da due pali (anch'essi modellati con forme sinuose) che terminano con due lampioni arancioni. Al giorno d'oggi sono state preservate 86 edicole Guimard. Altre sono state regalate ad altre città: una si trova sulla metropolitana di Montréal (stazione Square-Victoria), una sulla metropolitana di Lisbona e un'altra a Chicago.
Nel 1903, per la costruzione della stazione Opéra, fu usata una nuova struttura per gli ingressi, più sobria, in pietra, che sarà poi ripresa su altre stazioni (Étoile, Franklin-Roosevelt, République). La collaborazione con Guimard cessò nel 1904, allorché la segnalazione delle stazioni fu sostituita con un semplice cartello luminoso rosso con la scritta Métro sormontato da un globo in opalina. Tale segnalazione, unitamente allo stile delle balaustre, verrà via via sempre più semplificato (modello Dervaux). Dal 1930 sopra gli ingressi si iniziò ad affiggere una mappa della rete. La compagnia Nord-Sud introdusse a sua volta uno stile personale: balaustre in ferro con basamento rivestito in ceramica. Dopo la seconda guerra mondiale, le balaustre furono viepiù semplificate. Presso i grandi magazzini e nella banlieue ne apparvero anche in acciaio inox. Il cartello di tipo Dervaux fu rimpiazzato negli anni 1950 da un nuovo segnale, raffigurante una M gialla in un cerchio verde, il tutto illuminato al neon. L'entrata di alcune stazioni fu posta in un'edicola (Port-Royal) o nella parete di un immobile (Pernety).
All'ingresso delle stazioni, vi è sempre perlomeno una biglietteria con un dipendente RATP più alcuni sportelli automatici. L'accesso ai treni è delimitato da tornelli che si aprono solo introducendo un titolo di viaggio.
Spesso le stazioni (specie se sono crocevia di più linee) si sviluppano su più livelli; in alcuni casi invece le linee si incrociano sullo stesso livello e spesso sullo stesso marciapiede (Jussieu, Louis Blanc). I corridoi di raccordo tra le linee possono spesso essere molto lunghi (Montparnasse-Bienvenüe, Saint-Lazare, Châtelet). Per ridurre i tempi di percorrenza, talvolta tali corridoi sono dotati di marciapiede mobile (Montparnasse-Bienvenüe, Châtelet, Invalides).
203 stazioni sono dotate di ascensore, ma di queste solo 43, tra cui tutte quelle della linea 14, sono del tutto accessibili per le persone con disabilità motoria.

### Ingresso

#### Lo stile Guimard

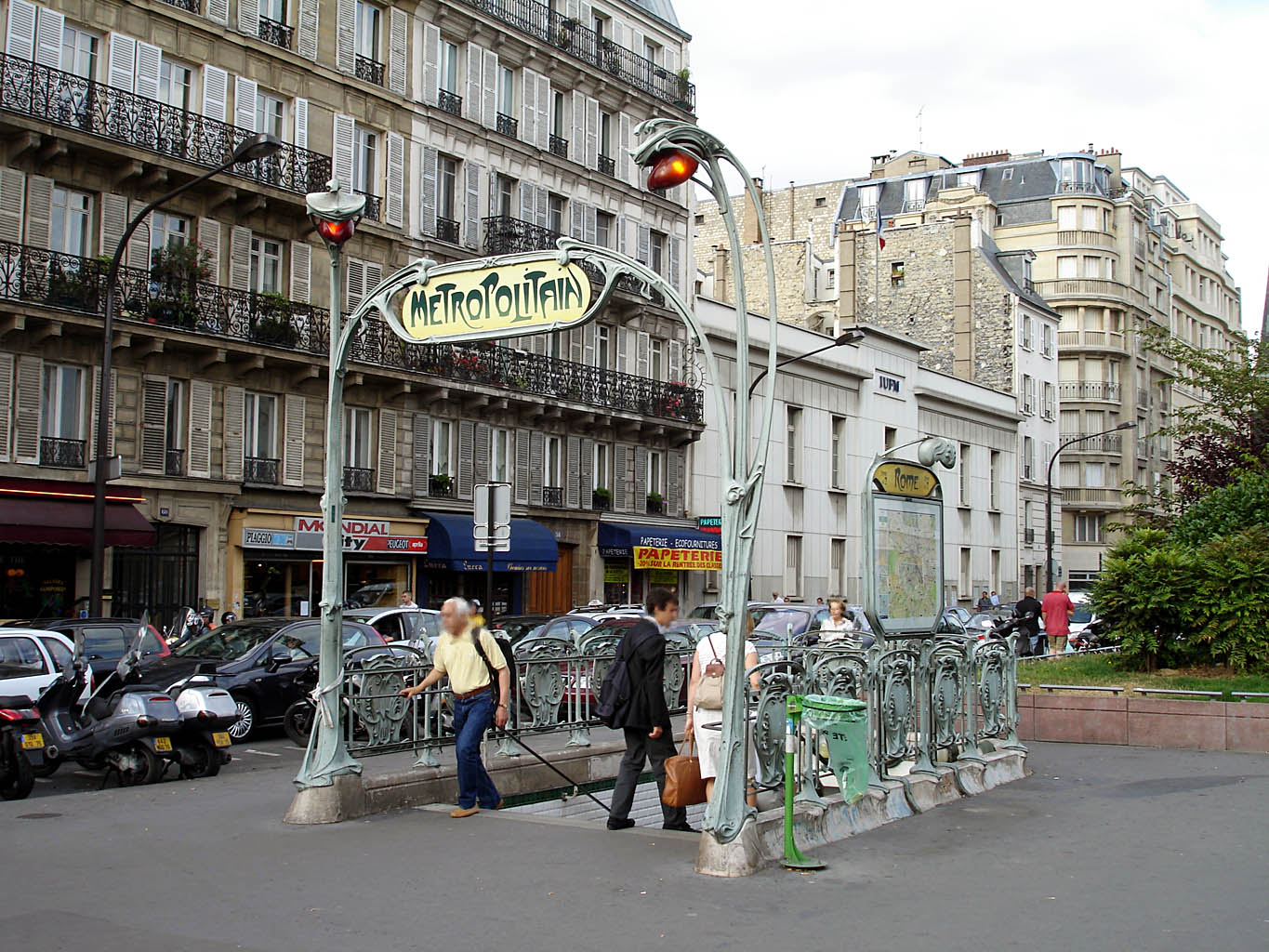
Ingresso progettato da Hector Guimard della stazione Rome.

In vista dell'apertura della metropolitana, nel 1899 la Compagnie du chemin de fer métropolitain de Paris (CMP) bandì un concorso per la progettazione degli ingressi delle stazioni. I requisiti richiesti erano: altezza da terra di almeno un metro, aspetto vistoso, illuminate di notte e con un cartello recante la dicitura Chemin de fer métropolitain (poi abbreviato in metropolitain).
La selezione fu dura: la CMP rigettò diverse proposte, ritenendole troppo classiche. Fu infine approvato il progetto di Jean Camille Formigé, che fu però bloccato dal municipio di Parigi, che lo "dirottò" alla progettazione delle stazioni all'aria aperta.
A quel punto il presidente della CMP, Adrien Bénard, decise di contattare un noto architetto esponente dell'Art Nouveau: Hector Guimard. Sebbene egli non avesse fatto concorso, accettò, e disegnò due tipi di ingressi, ad edicola coperta e scoperta, in ferro battuto verde. Il primo tipo, giudicato troppo complesso da realizzare, rimase poco usato: perlopiù si costruirono edicole scoperte. Tra le poche edicole coperte realizzate, le più imponenti si trovavano a Étoile e a Bastille (entrambe oggi scomparse). Le uniche due edicole ancora esistenti si trovano oggi a Porte Dauphine (linea 2) e a Abbesses (linea 12): quest'ultima la ricevette nel 1974, allorché fu asportata da Hôtel de Ville (in rue Lobau).
Tali ingressi sono ispirati, nella loro forma voluttuosa, alla flora. Il cartello con la scritta « Métropolitain » è sorretto da due lunghi "steli" in metallo, che terminano con un lampione arancione, modellato a somiglianza del mughetto. Sul cartello spesso è anche riportata la firma Hector Guimard Arch., in rosso.
Hector Guimard creò 141 ingressi tra il 1900 e il 1912. Ne sopravvivono oggi 86 per 66 stazioni.
Il 29 maggio 1978 i seguenti accessi sono stati dichiarati monumento storico della Repubblica Francese (tra parentesi il numero di ingressi per stazione): Châtelet (1), Étienne Marcel (1), Louvre (1), Palais Royal-Musée du Louvre (3), Tuileries (2), Quatre-Septembre (1), Réaumur - Sébastopol (4), Sentier (1), Temple (1), Cité (2), Saint-Michel (3), Europe (1), Saint-Lazare (1), Cadet (1), Opéra (1), Château d'Eau (2), Colonel Fabien (1), Gare du Nord (3), Louis Blanc (1), Bréguet - Sabin (2), Couronnes (1), Ménilmontant (1), Parmentier (1), Père Lachaise (2), Richard-Lenoir (1), République (1), Rue Saint-Maur (1), Bastille (1), Daumesnil (1), Gare de Lyon (1), Nation (2), Picpus (1), Campo-Formio (1), Place d'Italie (2), Saint-Marcel (1), Denfert-Rochereau (1), Mouton-Duvernet (2), Raspail (1), Pasteur (1), Boissière (1), Chardon-Lagache (1), Porte Dauphine (2), Église d'Auteuil (1), Kléber (2), Mirabeau (1), Porte d'Auteuil (1), Victor Hugo (1), Monceau (1), Rome (1), Ternes (1), Villiers (1), Wagram (1), Abbesses (1), Anvers (1), Barbès - Rochechouart (1), Blanche (1), Pigalle (1), Place de Clichy (2), Botzaris (1), Crimée (1), Jaurès (1), Pré Saint-Gervais (1), Alexandre Dumas (1), Avron (1), Gambetta (1), Philippe Auguste (1).
Altre sei stazioni erano già tutelate da un decreto del 25 luglio 1965: Cité, Porte Dauphine, Hôtel de Ville (la struttura in questione fu poi spostata a Abbesses), Pigalle, Ternes e Tuileries.
Queste strutture sono talora state donate ad altre reti metropolitane. Ecco qualche esempio:

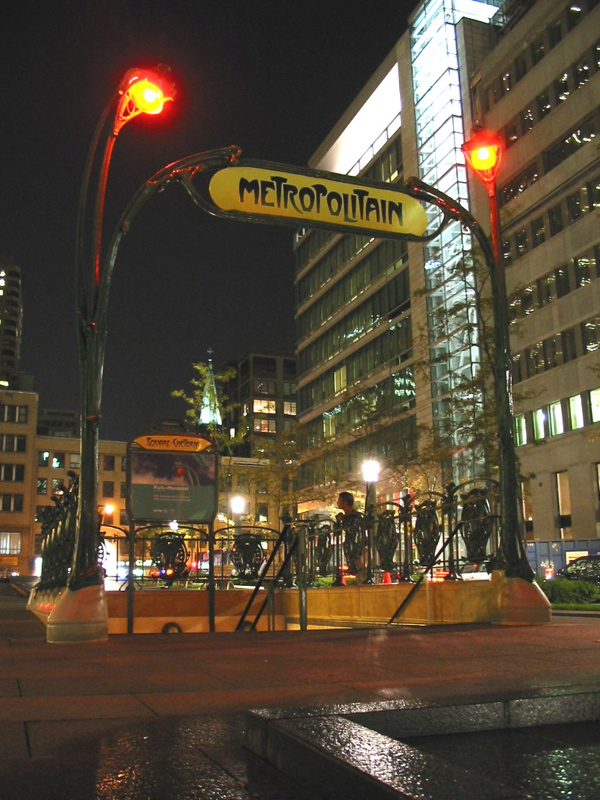
Square-Victoria (metropolitana di Montréal)
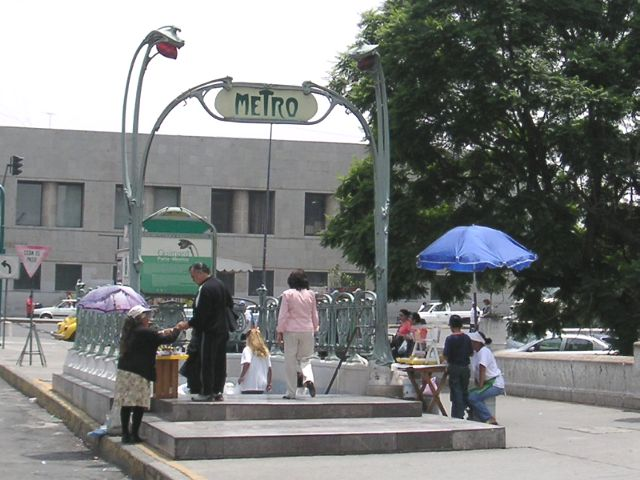
Bellas Artès (metropolitana di Città del Messico)
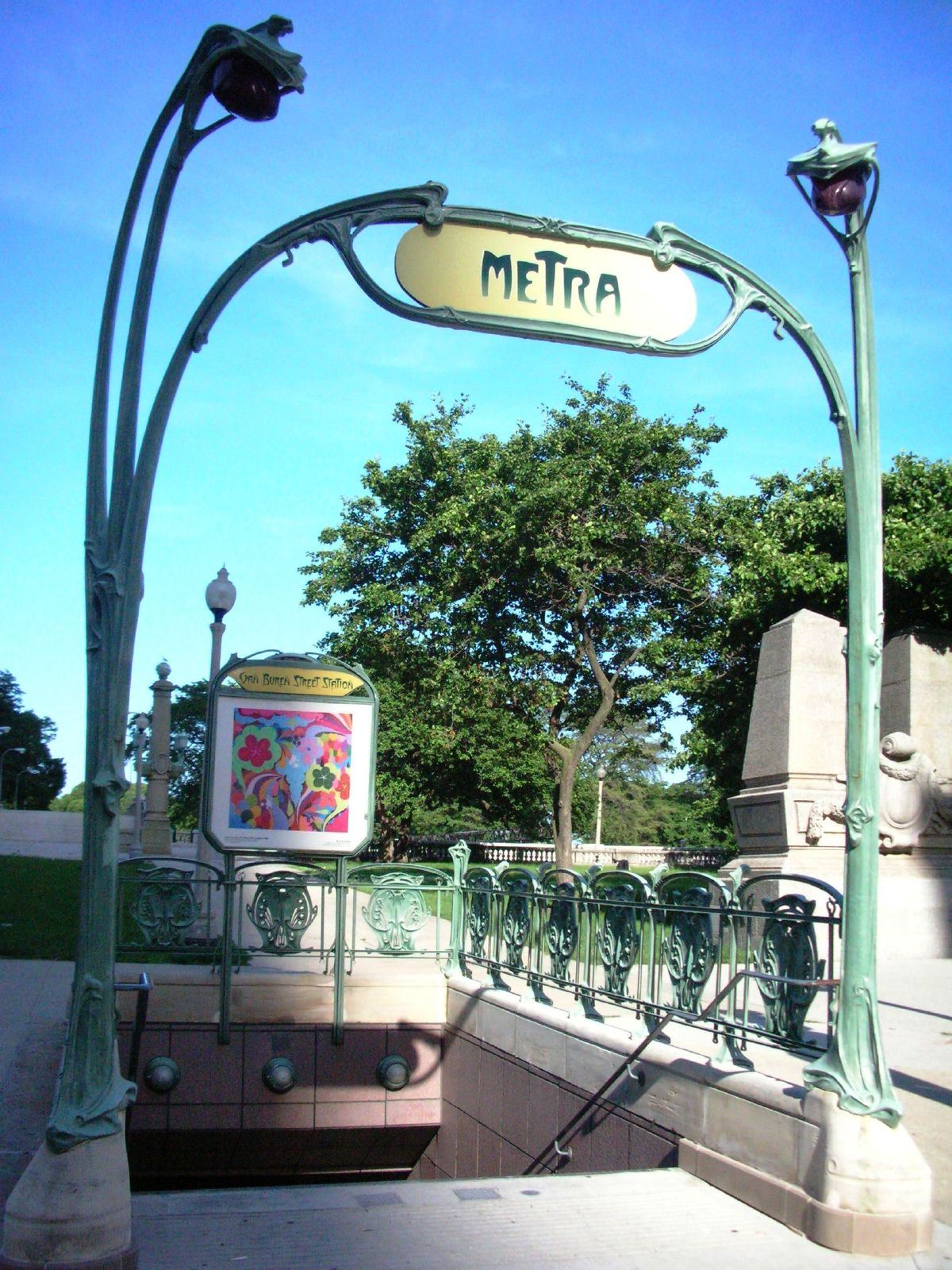
Van Buren Street (metropolitana di Chicago)
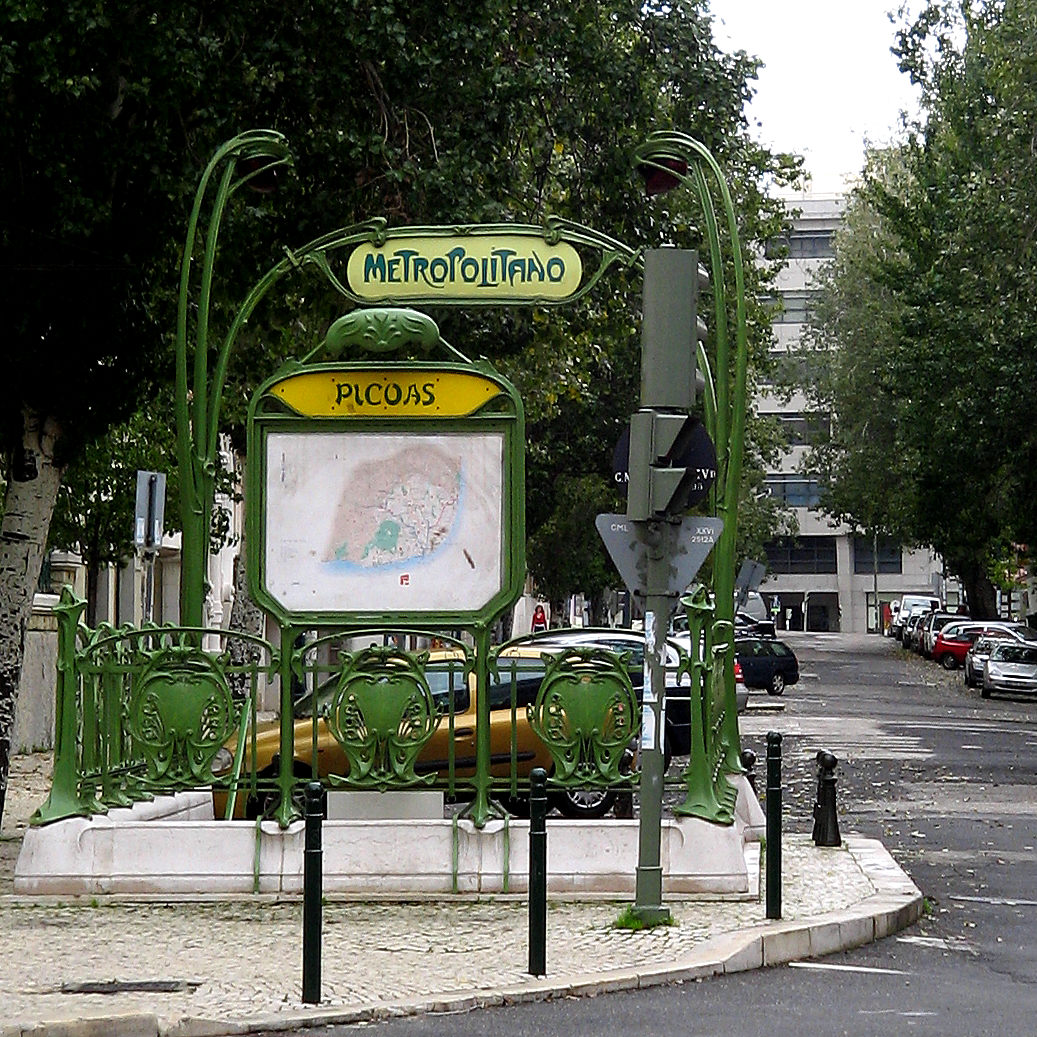
Picoas (metropolitana di Lisbona)
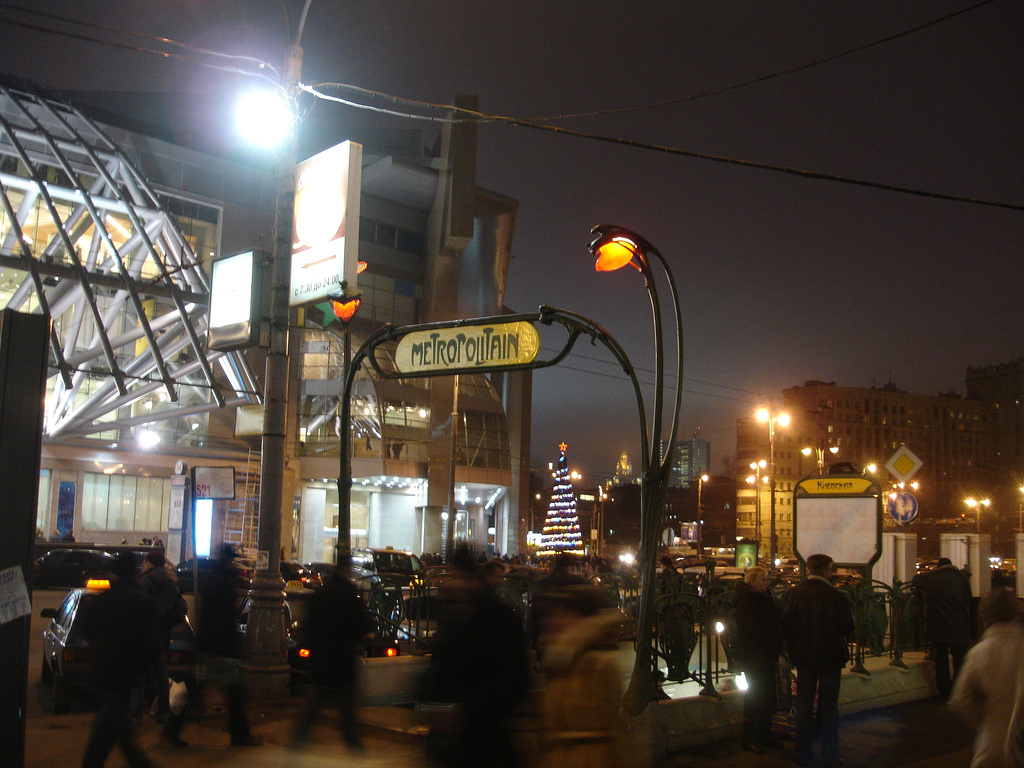
Kievskaïa (metropolitana di Mosca)

#### Dopo Guimard
Dal 1904, per l'accesso alle stazioni situate vicino a monumenti quali l'Opéra o la Madeleine, la CMP commissionò all'architetto Cassien-Bernard la realizzazione di ingressi più semplici e sobri, in pietra, in controtendenza con lo "stile Guimard" ormai ritenuto démodé.
La novità di questi ingressi, oltre allo stile, è la presenza di una mappa della rete metropolitana fissata alla balaustra, dettaglio che sarà poi aggiunto agli accessi Guimard, l'estetica nuova e più razionale. La mappa della rete, inizialmente illuminata da una luce esterna, sarà poi retroilluminata dal 1930.
La società Nord-Sud, concorrente della CMP e proprietaria di due linee, fece realizzare a partire dal 1910 degli accessi in ceramica e ferro battuto, di aspetto sobrio ma elegante. La scritta « Métropolitain » appare qui in bianco su fondo rosso, per essere visibile da lontano.

#### Eccezioni
Oltre alle edicole Guimard e agli accessi sin qui descritti, vi sono altri due tipi di accesso alle stazioni: incastellati in un'edicola in muratura o dentro un immobile.
In qualche caso, le edicole accolgono le scale, gli ascensori e talvolta finanche la sala d'ingresso. Se ne trovano in particolare sulla linea 3bis a Pelleport, Saint-Fargeau e Porte des Lilas. Altri si trovano a Saint-Jacques (linea 6) e a Place Monge (linea 7), Vaneau (linea 10), Volontaires (linea 12).
In altri casi, per mancanza di spazio, l'ingresso veniva ricavato nella parete di un immobile esistente, come a Sentier (linea 3), Les Halles (linea 4), Riquet (linea 7), Buzenval (linea 9), Miromesnil (linee 9 e 13) e Pernety (linea 13).

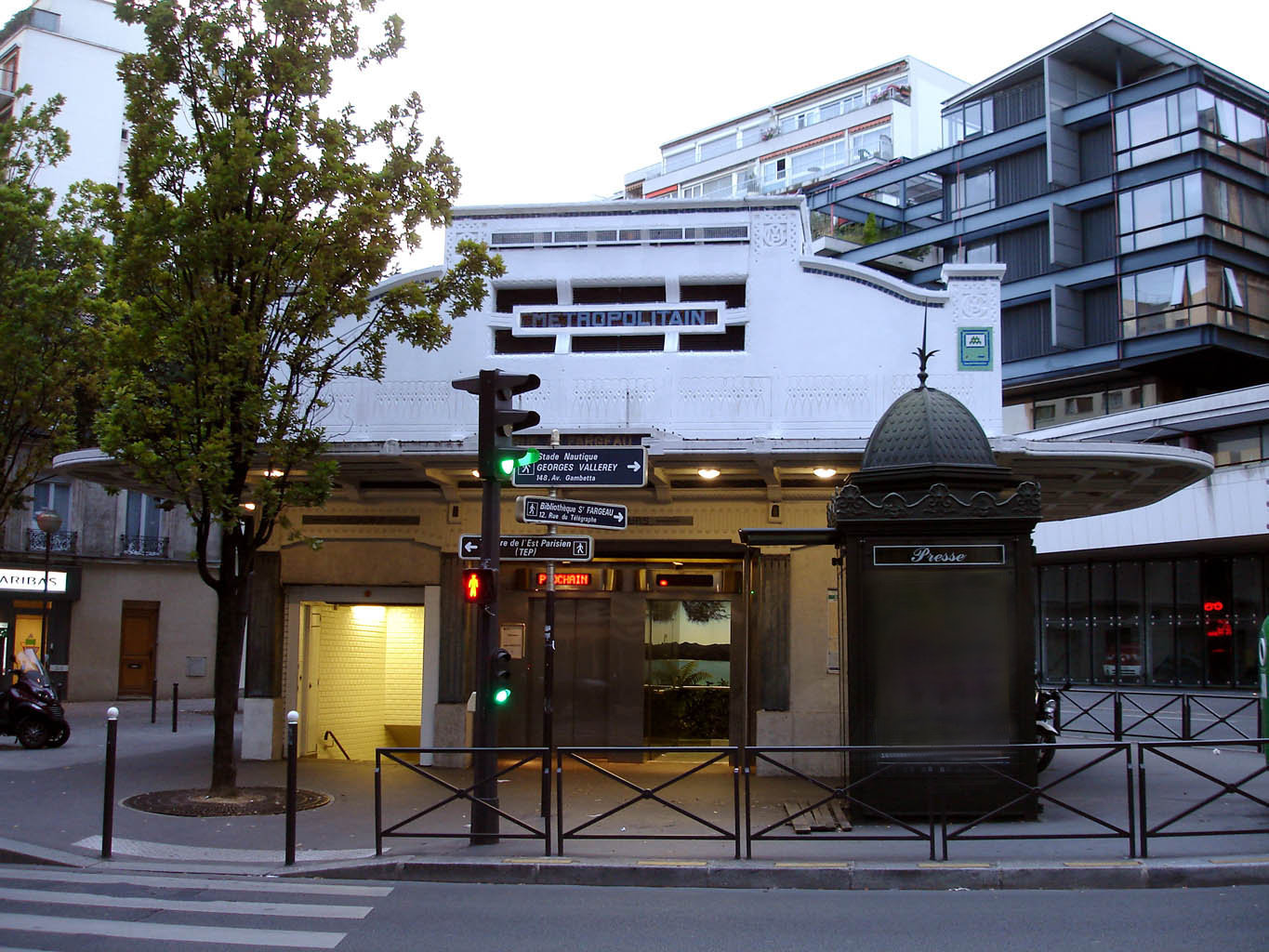
Saint-Fargeau
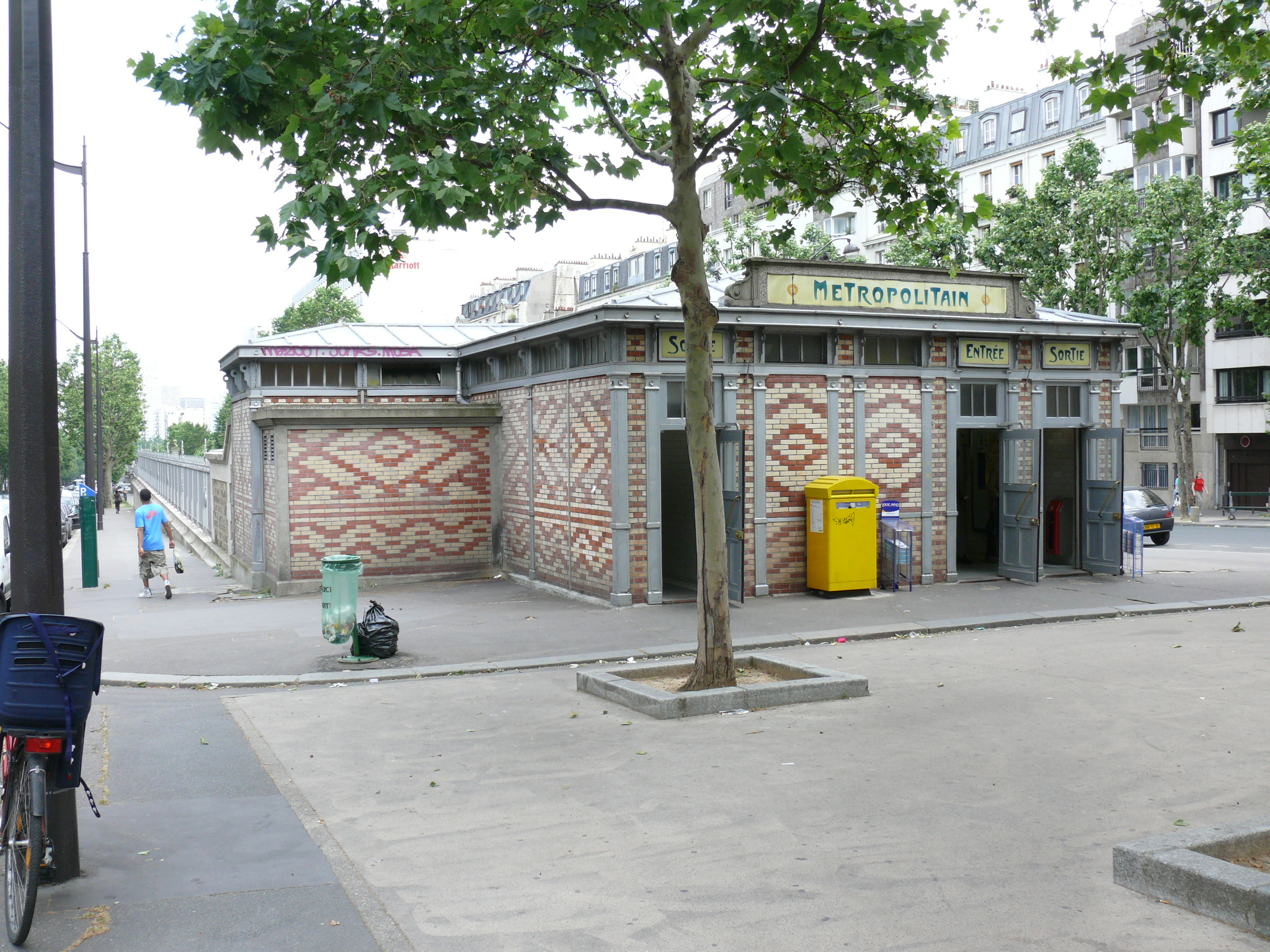
Saint-Jacques
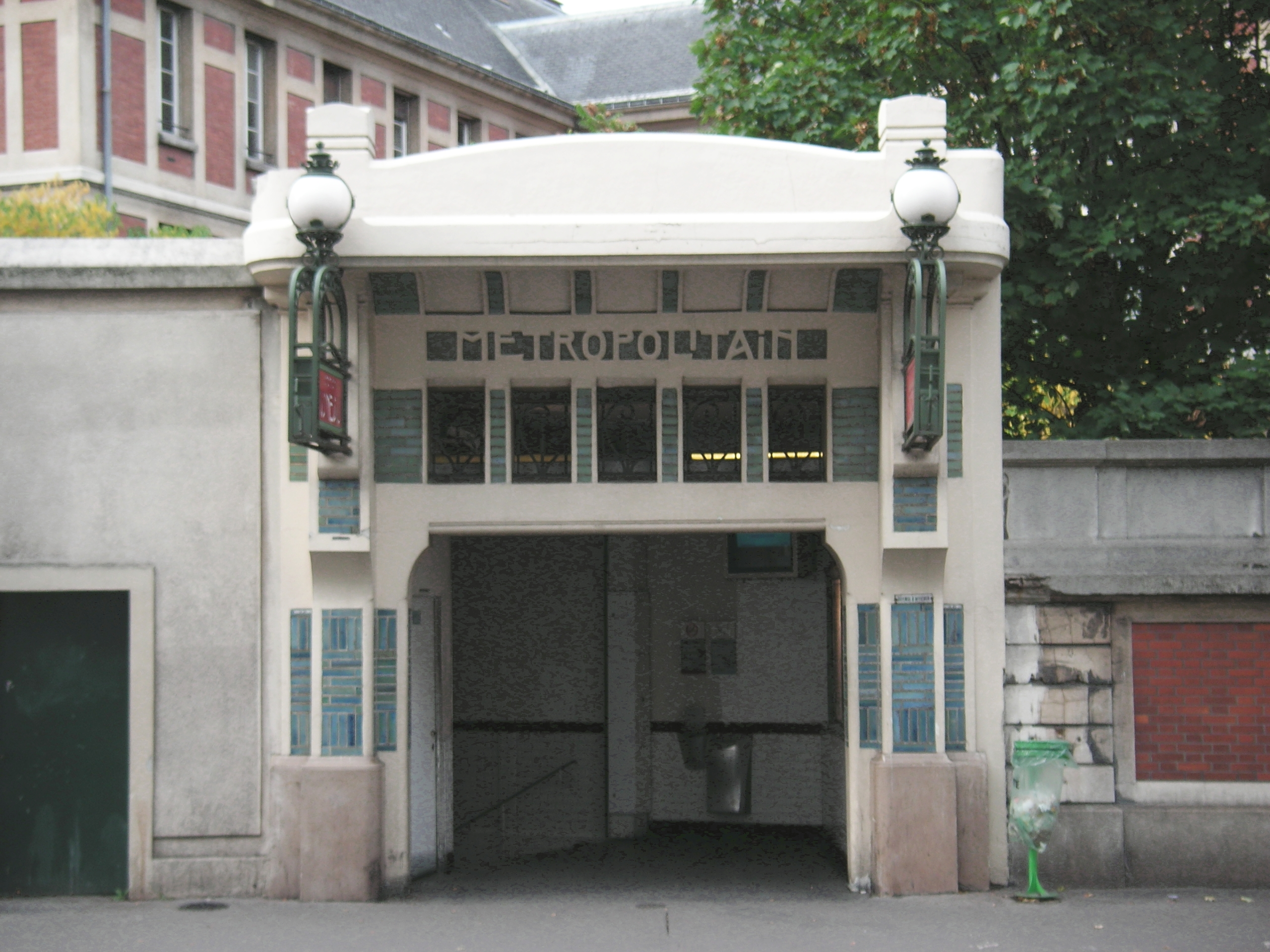
Vaneau
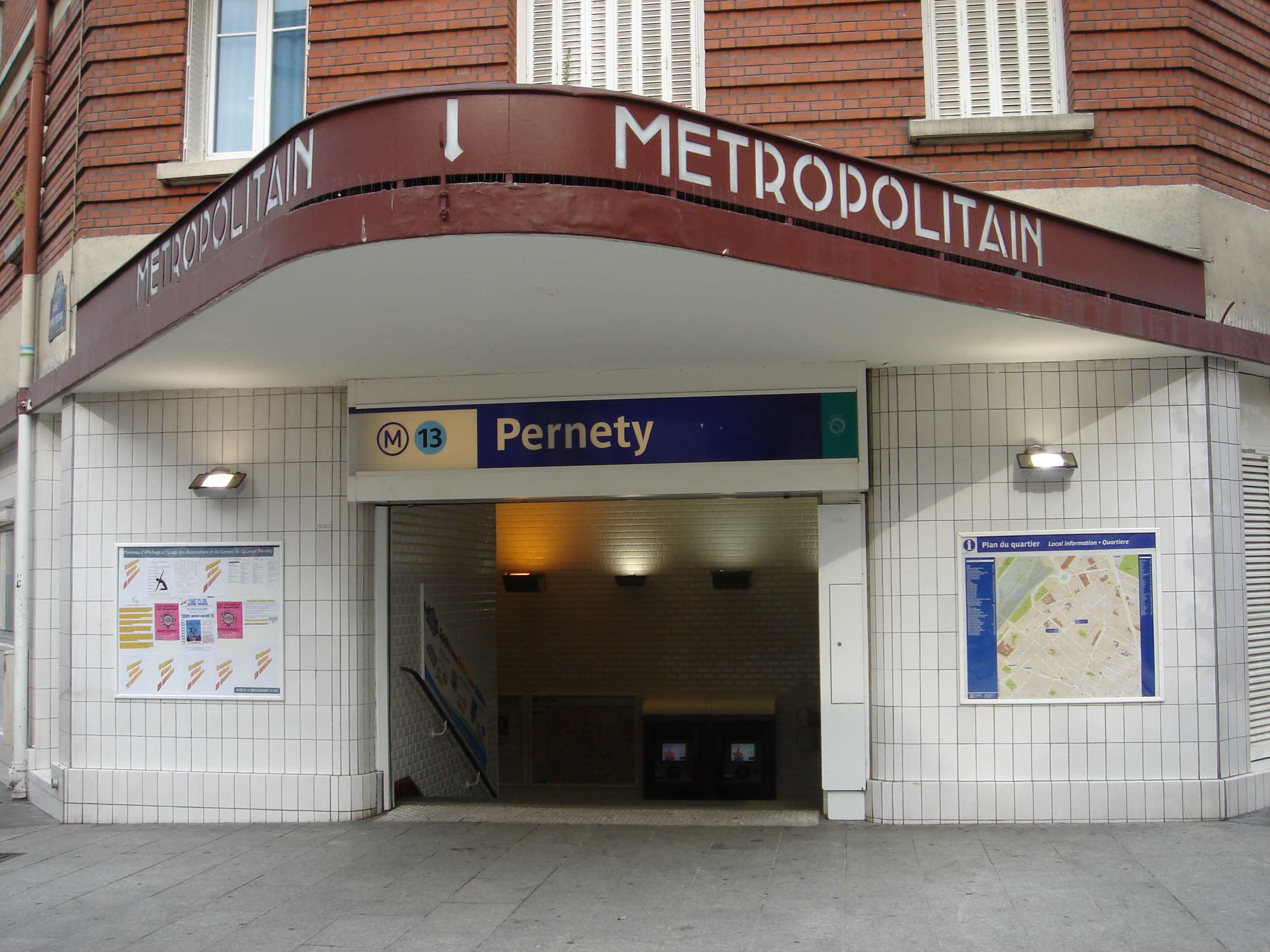
Pernety

### I cartelli di segnalazione
I cartelli di segnalazione degli ingressi delle stazioni (in francese detti totems) furono introdotti dalla società Nord-Sud, per poi essere generalizzati su tutta la rete. Ecco un compendio della loro evoluzione:

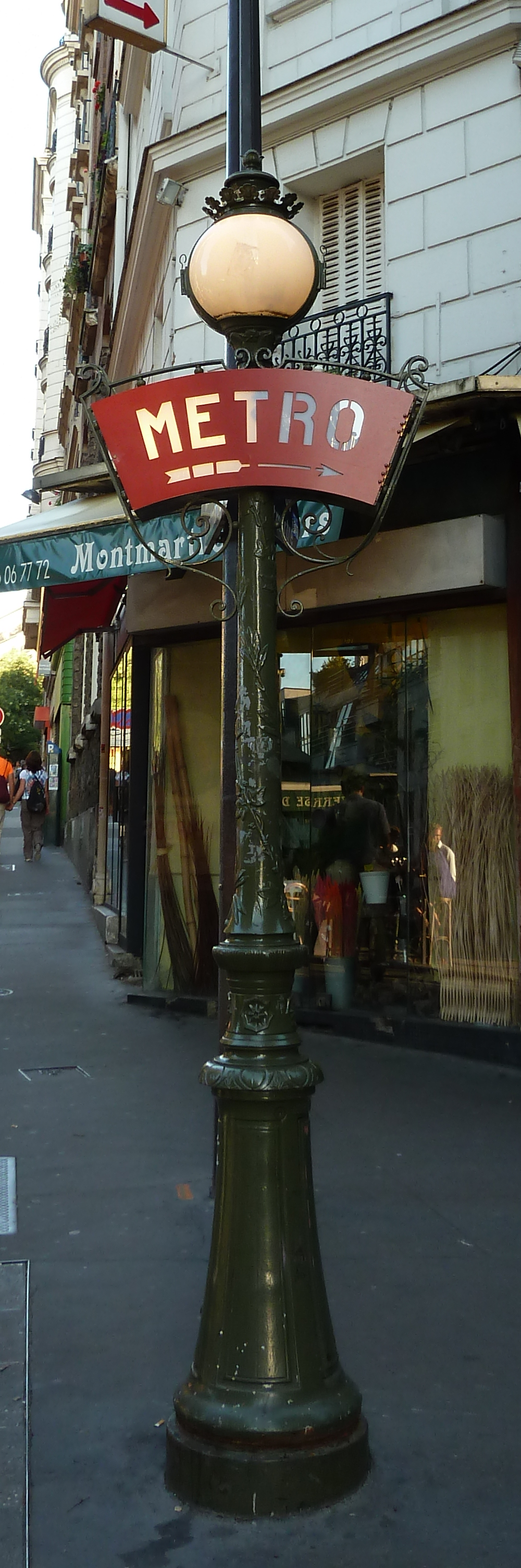
Cartello stile Lamarck-Caulaincourt
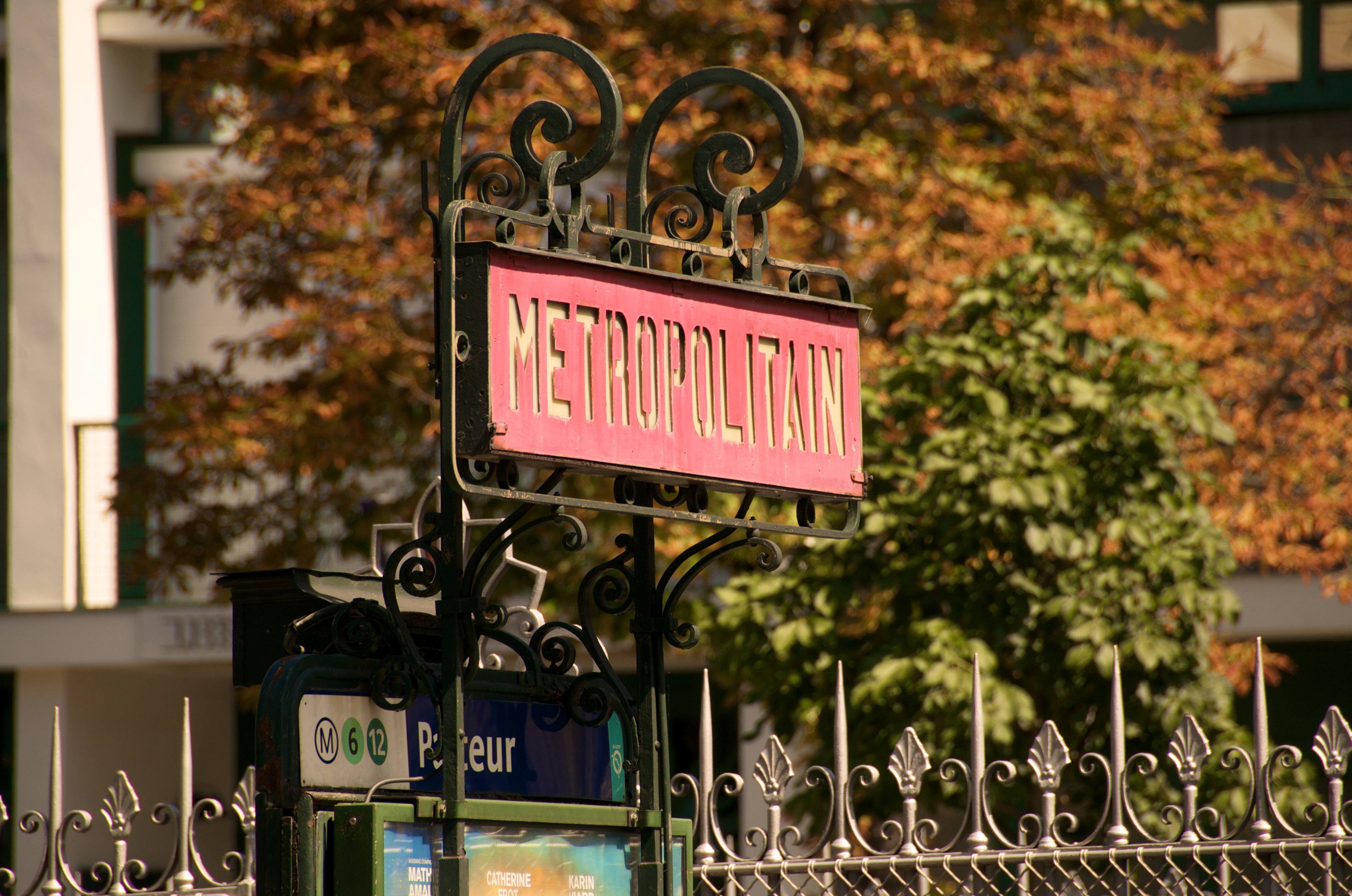
Cartello stile Nord-Sud (1910)
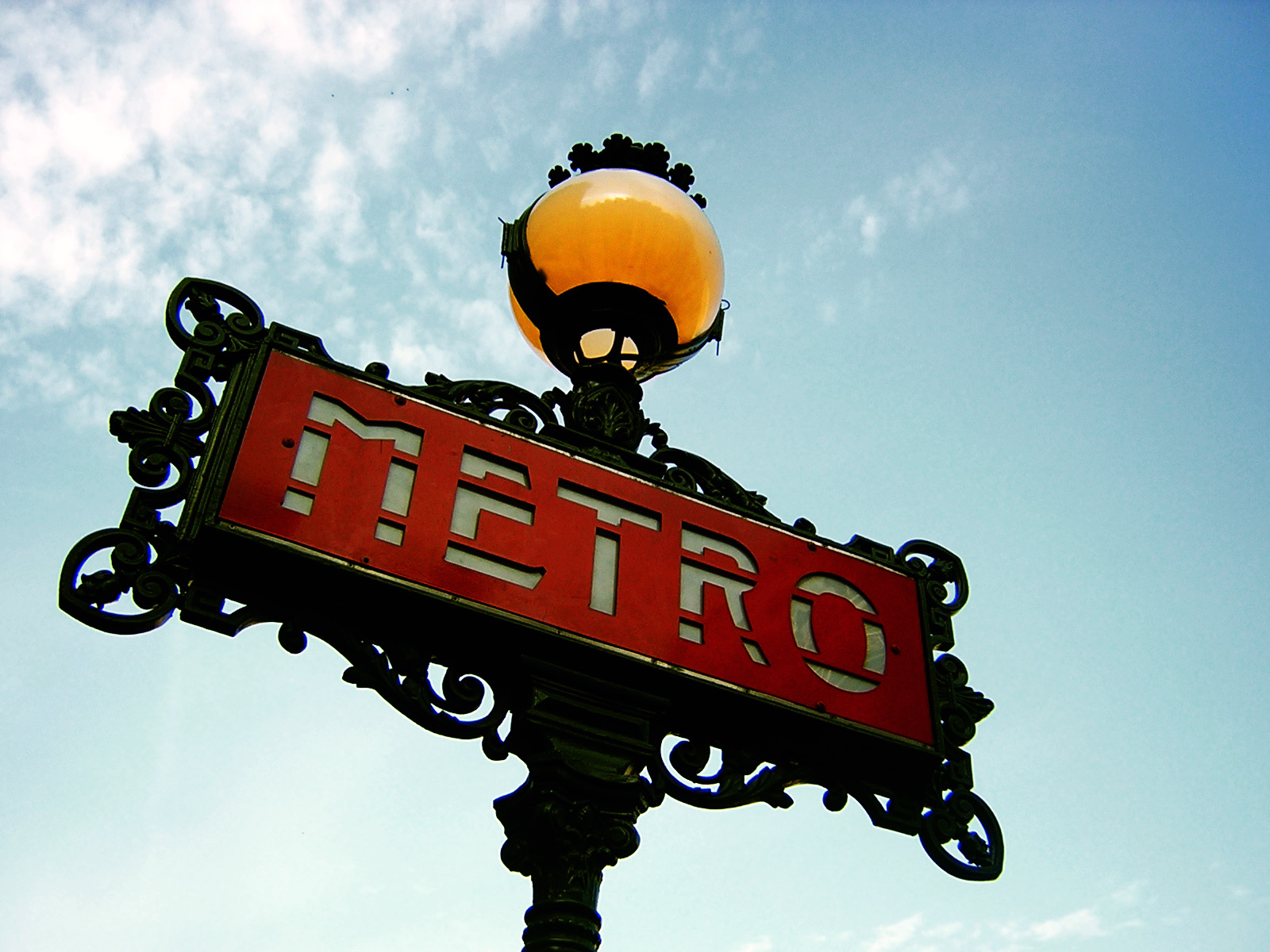
Cartello Val d'Osne (1920)
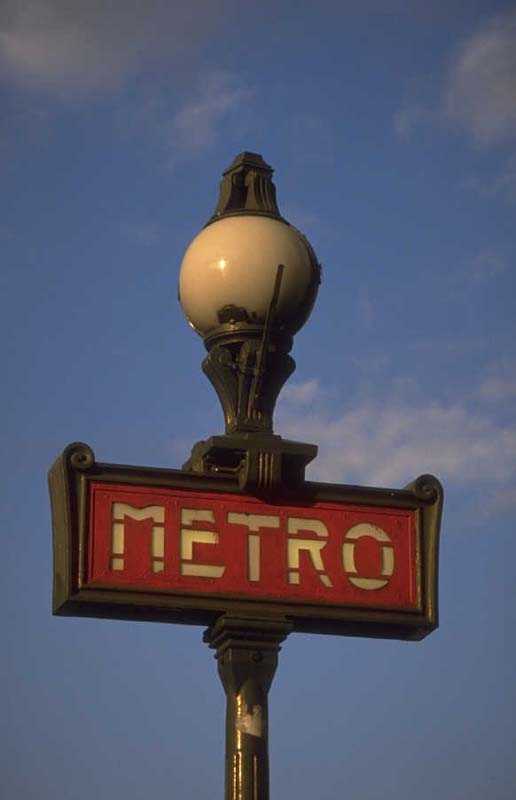
Cartello Dervaux (1935)
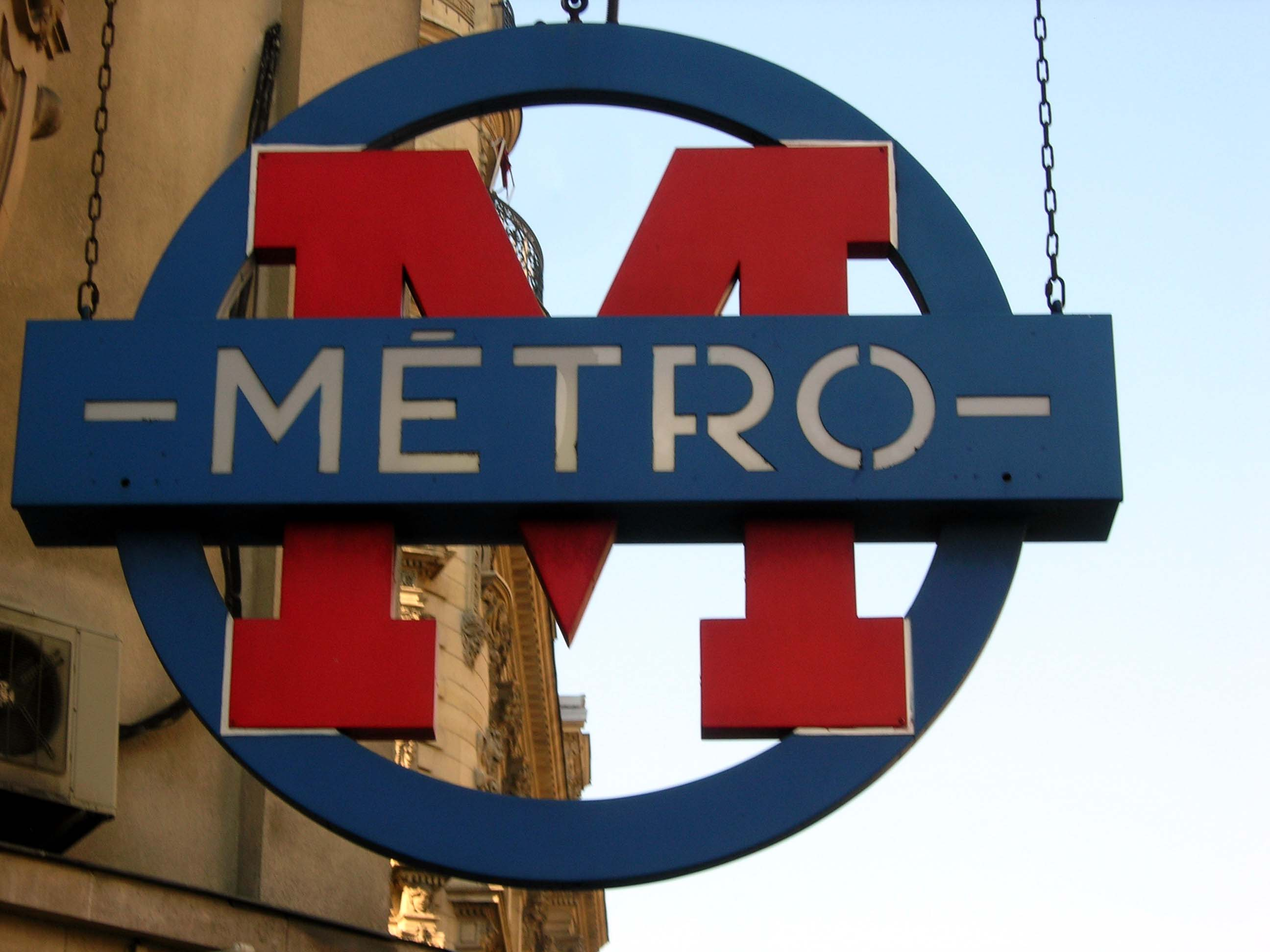
Cartello del 1940
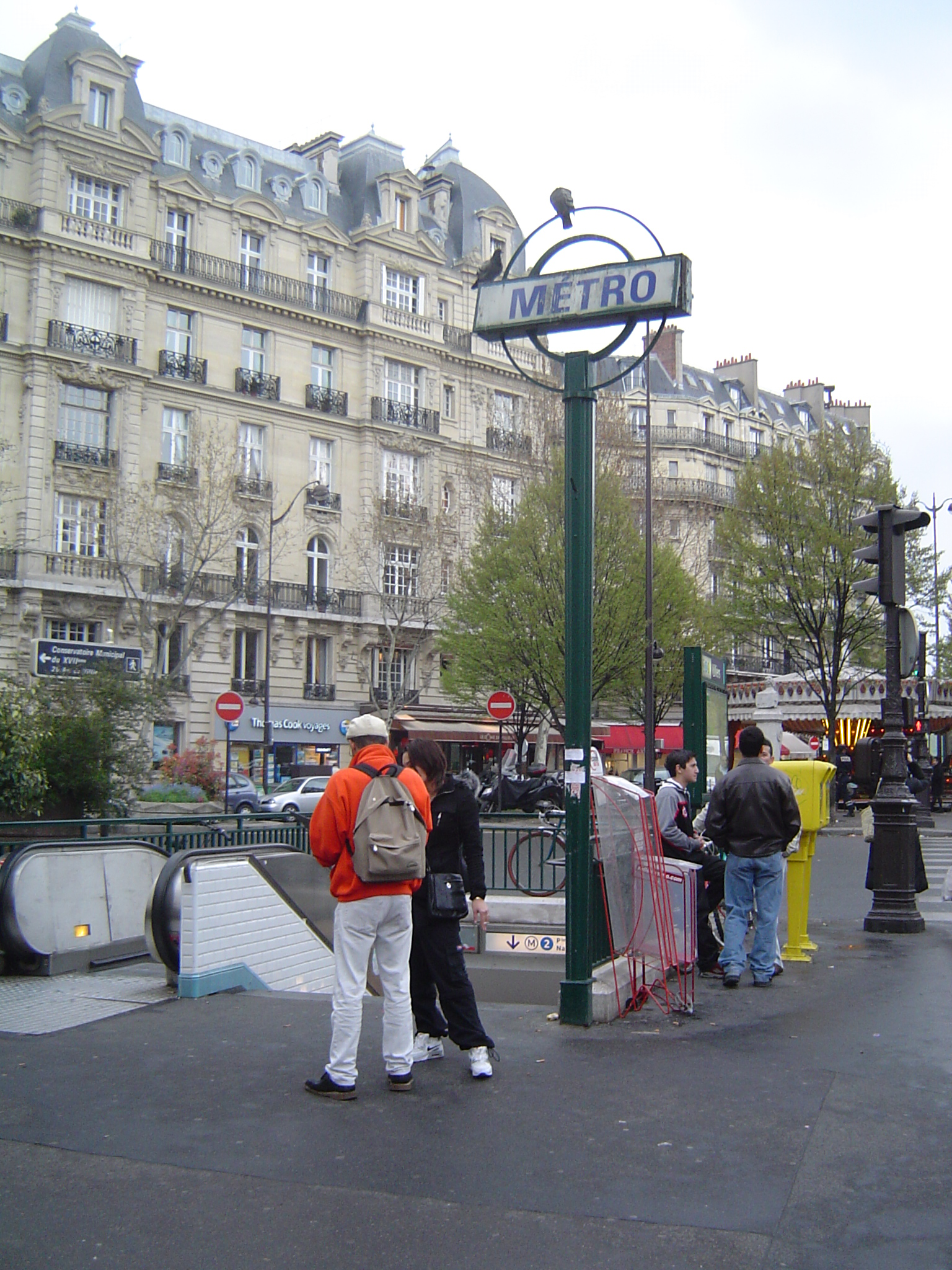
Cartello del 1960
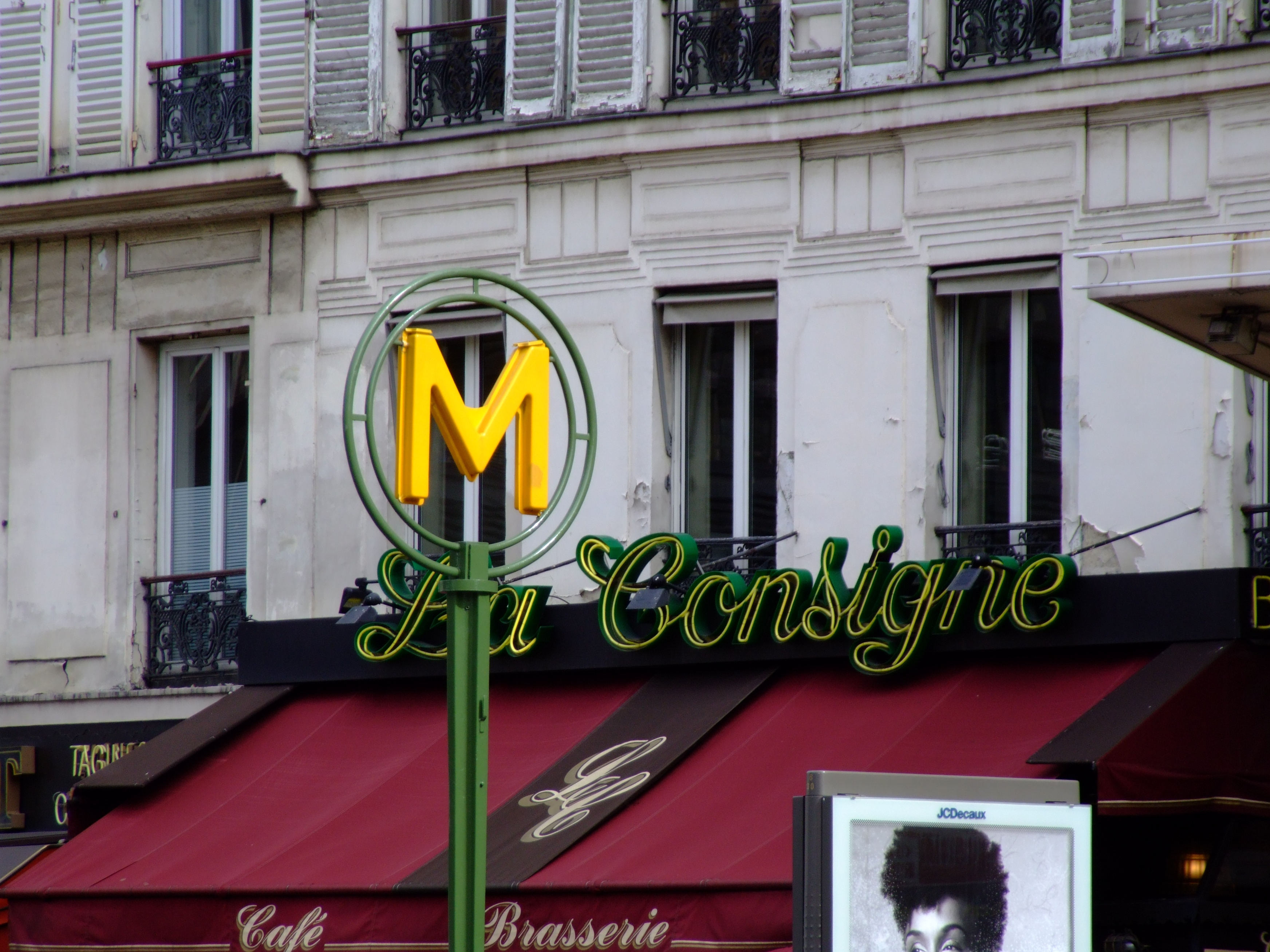
Cartello in acciaio del 1970
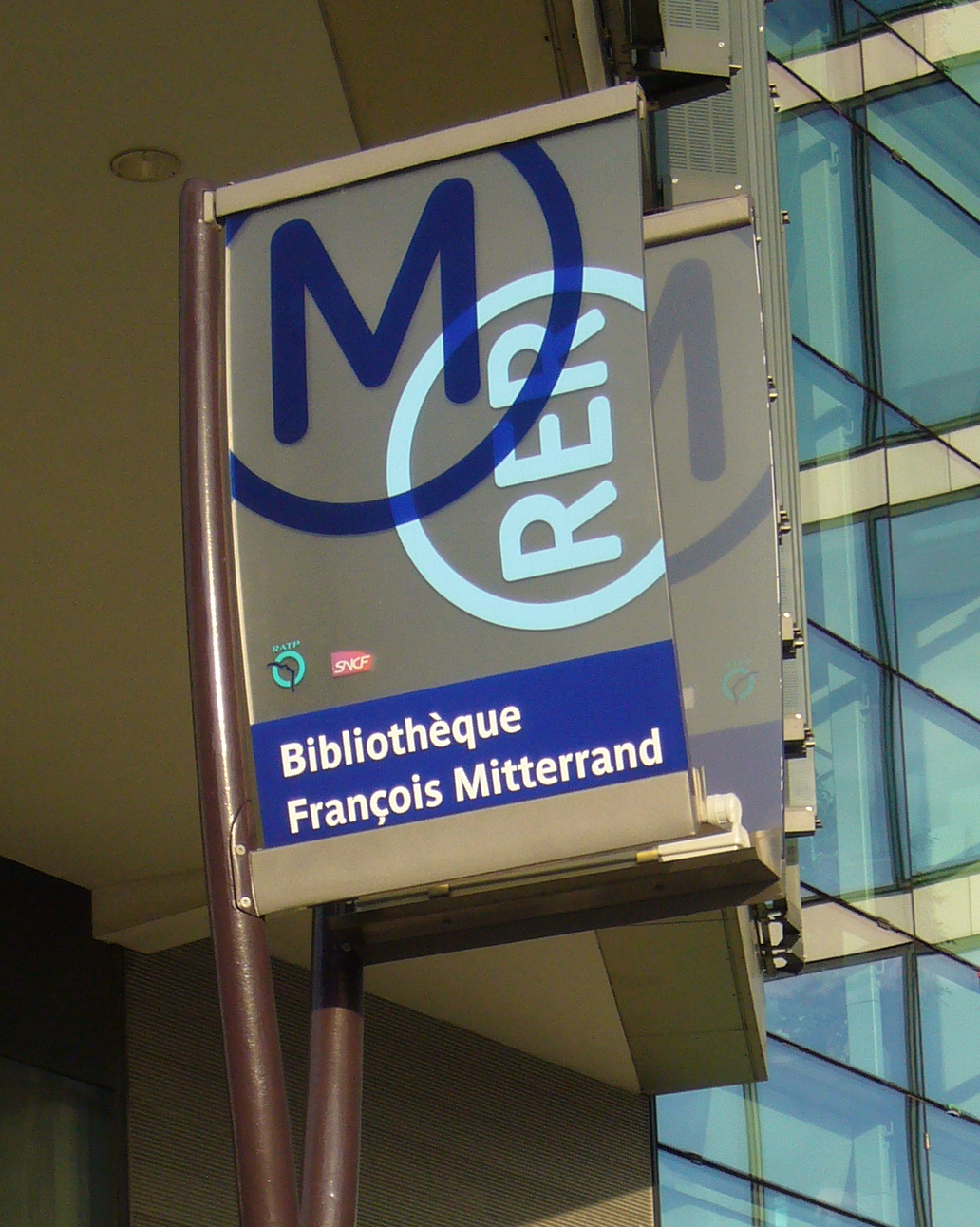
Cartello Météor

#### CartelloLamarck - Caulaincourt
Nel 1912, la Nord-Sud installò un cartello-lampione per segnalare l'ingresso della stazione Lamarck - Caulaincourt, a Montmartre, poco visibile dalla strada per la sua posizione nascosta. Caratteristica peculiare di questo cartello era la struttura "ad arco". Sul resto della rete, la compagnia iniziò ad installare dei cartelli simili, ma con la dicitura « Nord-Sud » in bianco su fondo rosso, che sarà poi mutata in « Métropolitain » allorché la Nord-Sud sarà assorbita dalla CMP nel 1930.

#### CartelloVal d'Osne
La CMP ottenne nel 1923 il permesso per installare dei nuovi cartelli alti quattro metri, su una piccola porzione della rete, per migliorare la visibilità dell'ingresso delle stazioni. Tali cartelli sono costituiti da un lampione sferico che sormonta un pannello rosso con la scritta bianca MÉTRO, retroilluminato, contornato da delle decorazioni in ferro battuto, intonate con il motivo delle balaustre sottostanti. Questi cartelli furono fabbricati nelle officine della Val d'Osne, da cui il loro nome. I cartelli Dervaux, apparsi nel 1922, più sobri, andarono a loro volta a sostituirli. Ad oggi esistono ancora alcuni cartelli Val d'Osne, ad esempio a Saint-Paul, Saint-Germain-des-Prés, Iéna, Saint-Augustin, Le Peletier, Saint-Michel, Saint-Sulpice (davanti al Café du Métro) o Saint-Placide.

#### CartelloDervaux
La société Nord-Sud affidò la realizzazione dei segnali d'ingresso alle stazioni a Adolphe Dervaux, che li costruì dal 1914. I segnali Dervaux furono poi adottati dalla CMP su gran parte della rete negli anni 1930, e tendettero a rimpiazzare i cartelli Val d'Osne, considerati antiquati, specie per quel che concerneva la decorazione.

#### Dal 1940 al 2000
Un nuovo segnale raffigurante una M rossa, circondata da un cerchio blu e con la parola MÉTRO in bianco su fondo blu, posta trasversalmente, apparve poco prima della seconda guerra mondiale all'ingresso di qualche stazione.
Negli anni 1960, apparve un nuovo cartello, con la scritta MÉTRO blu su fondo bianco, inscritta in due cerchi metallici.
In poco tempo il segnale si semplificò ulteriormente, perdendo la dicitura MÉTRO, che lasciò il posto a una M gialla inserita in un cerchio verde.

#### Cartello Météor
Per l'apertura della linea 14 (Météor) nel 1998, la RATP ha installato dei cartelli di nuova concezione, che sono poi state estese pure su altre stazioni di altre linee (come La Défense).
Il cartello (che di notte si illumina) riporta la classica M inscritta nel cerchio, simbolo del metrò, e i loghi delle società che servono con i loro mezzi la stazione (RATP o SNCF), oltre al nome della stazione e della linea di competenza.
Talvolta sono presenti i simboli BUS o RER, nel caso la stazione faccia anche da interscambio con questi mezzi.

#### Cartelli atipici
Vi sono taluni cartelli che adottano uno stile proprio, diverso da quelli descritti qui sopra.
Durante la prima guerra mondiale, le stazioni servivano anche da rifugio antiaereo. A tale scopo i cartelli all'ingresso potevano presentare la dicitura abri (rifugio) o, come si può ancora oggi ammirare a Madeleine, la scritta PASSAGE PUBLIC - METRO (ad indicare un corridoio d'emergenza). La stazione Franklin D. Roosevelt presenta un cartello dallo stile unico, così come a Miromesnil, dove la M gialla è inserita in un quadrato. La stazione Mairie de Montreuil è dotata di un cartello con la parola METRO, scritta in verticale, sormontata da un lampione sferico, che si integra con la recinzione del locale municipio. A Bourse il cartello di segnalazione è integrato con la balaustra che circonda palais Brongniart, mentre a Vaneau, Place des Fêtes o Place Monge il cartello si integra alle edicole d'ingresso.

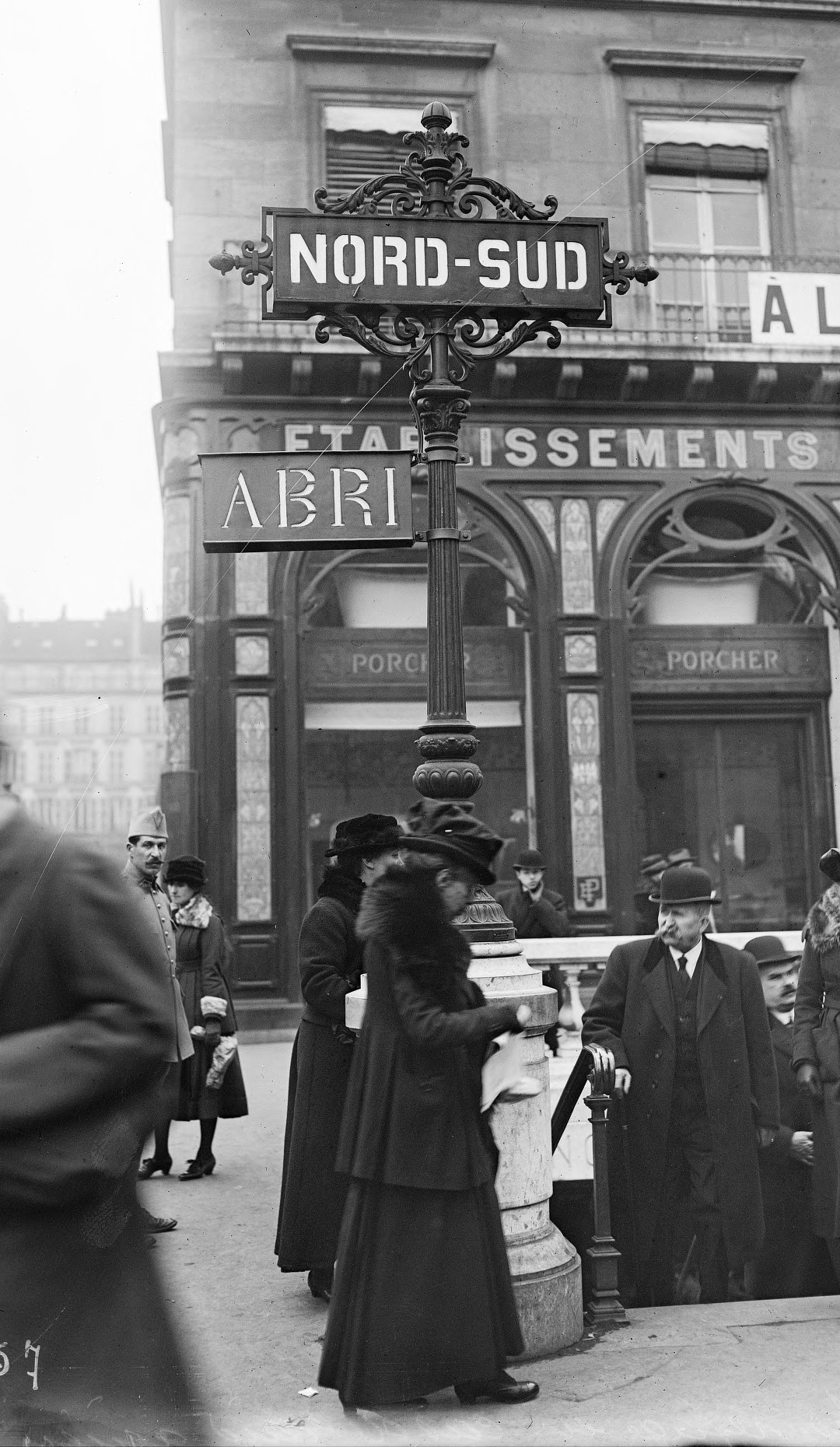
Cartello della Nord-Sud con indicatore di rifugio antiaereo (abri)
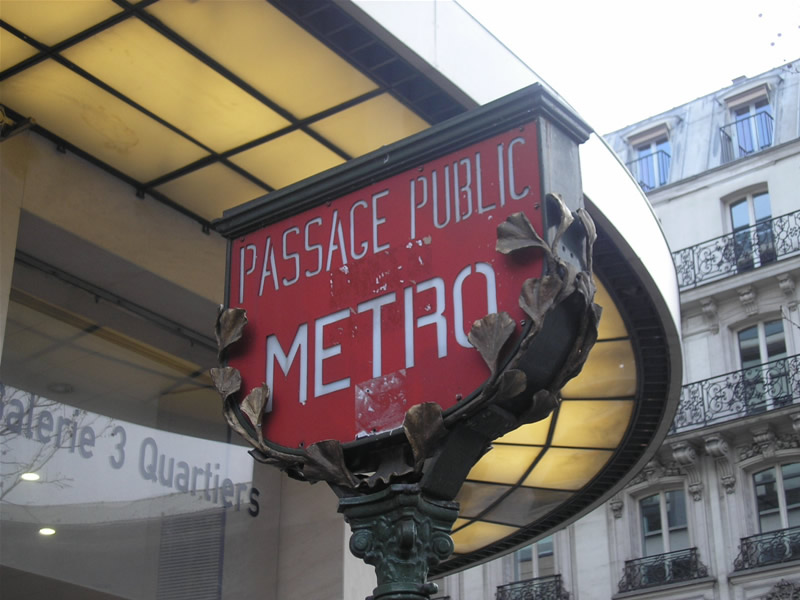
Madeleine
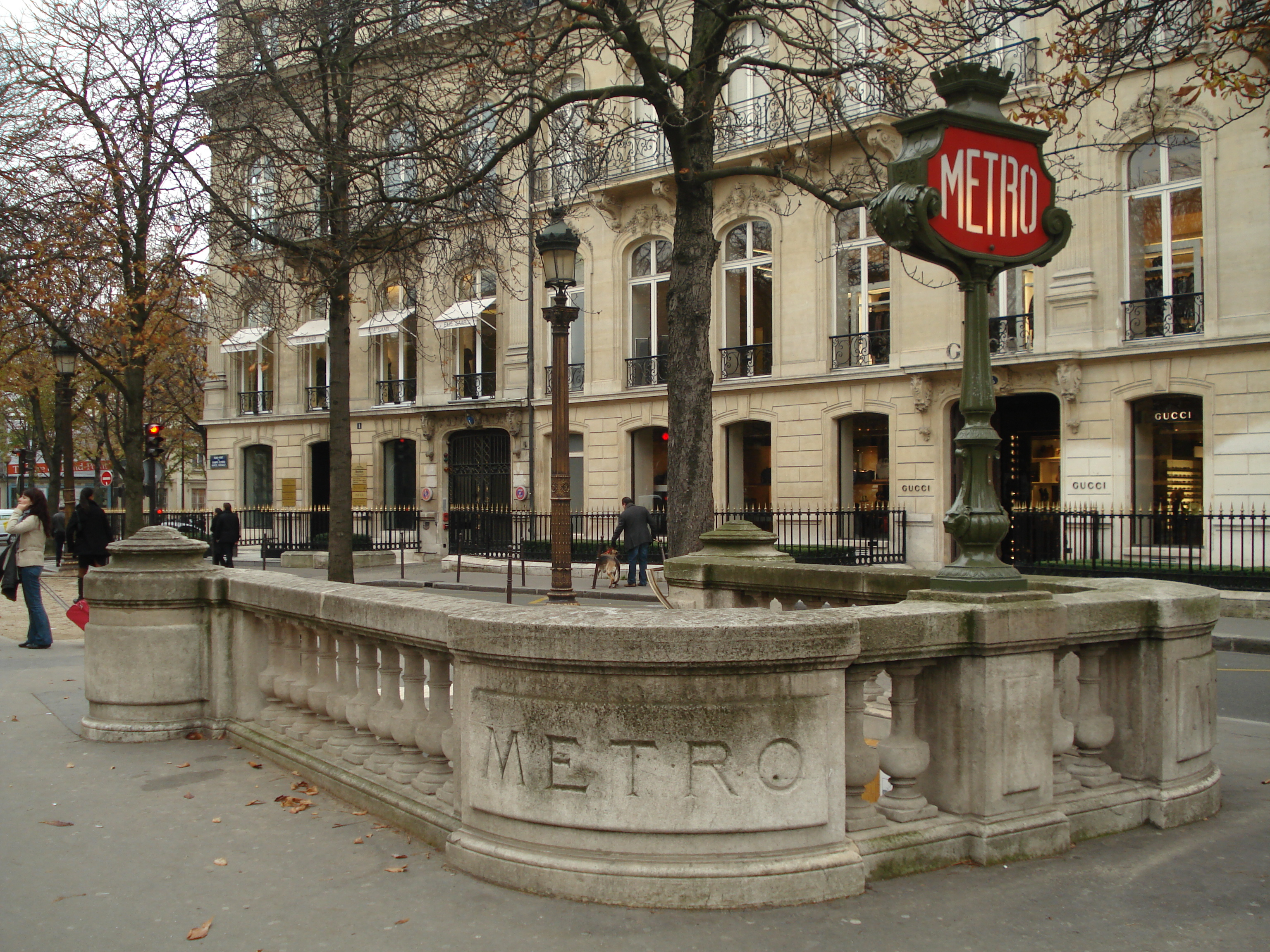
Franklin D. Roosevelt
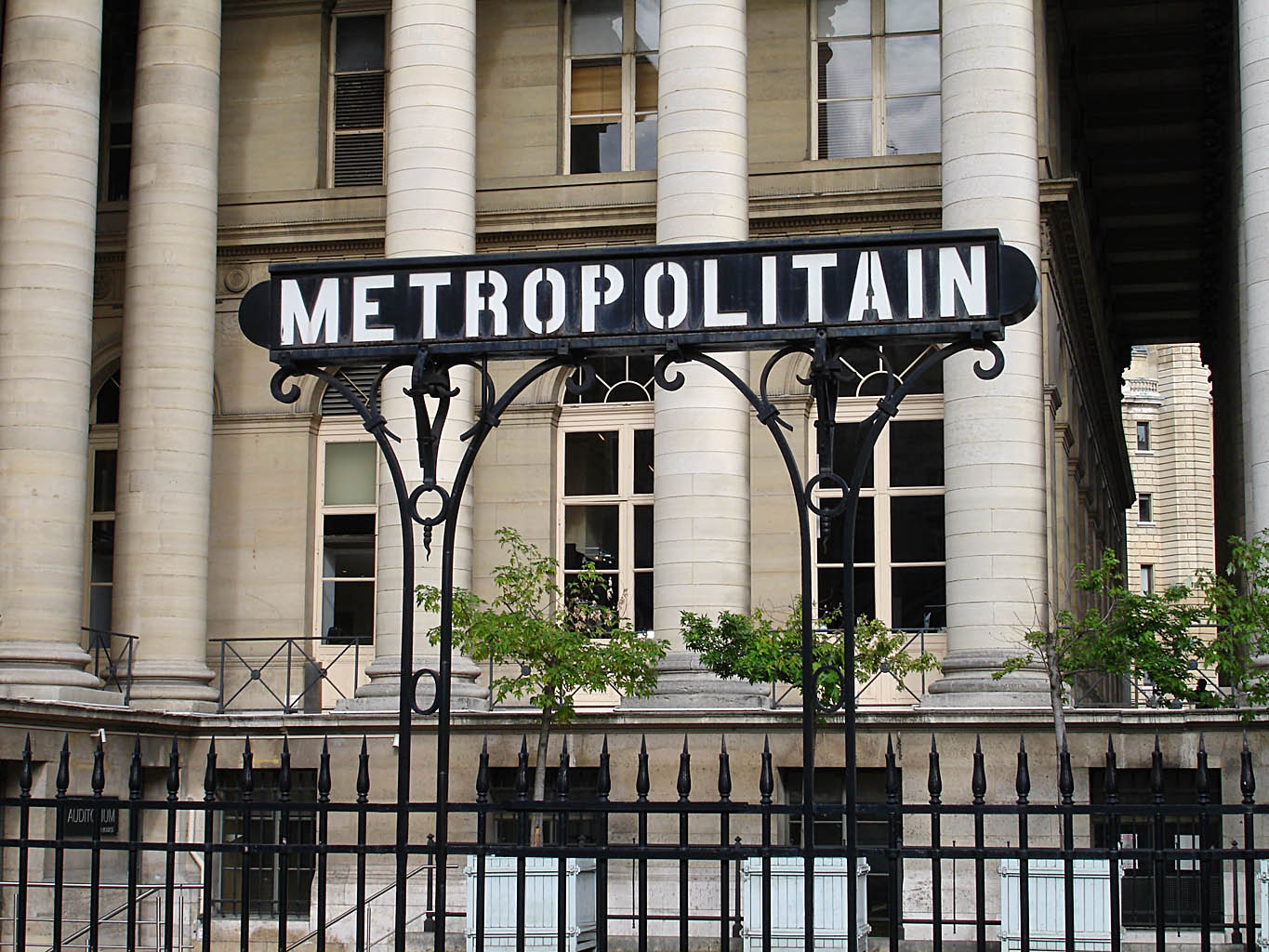
Bourse
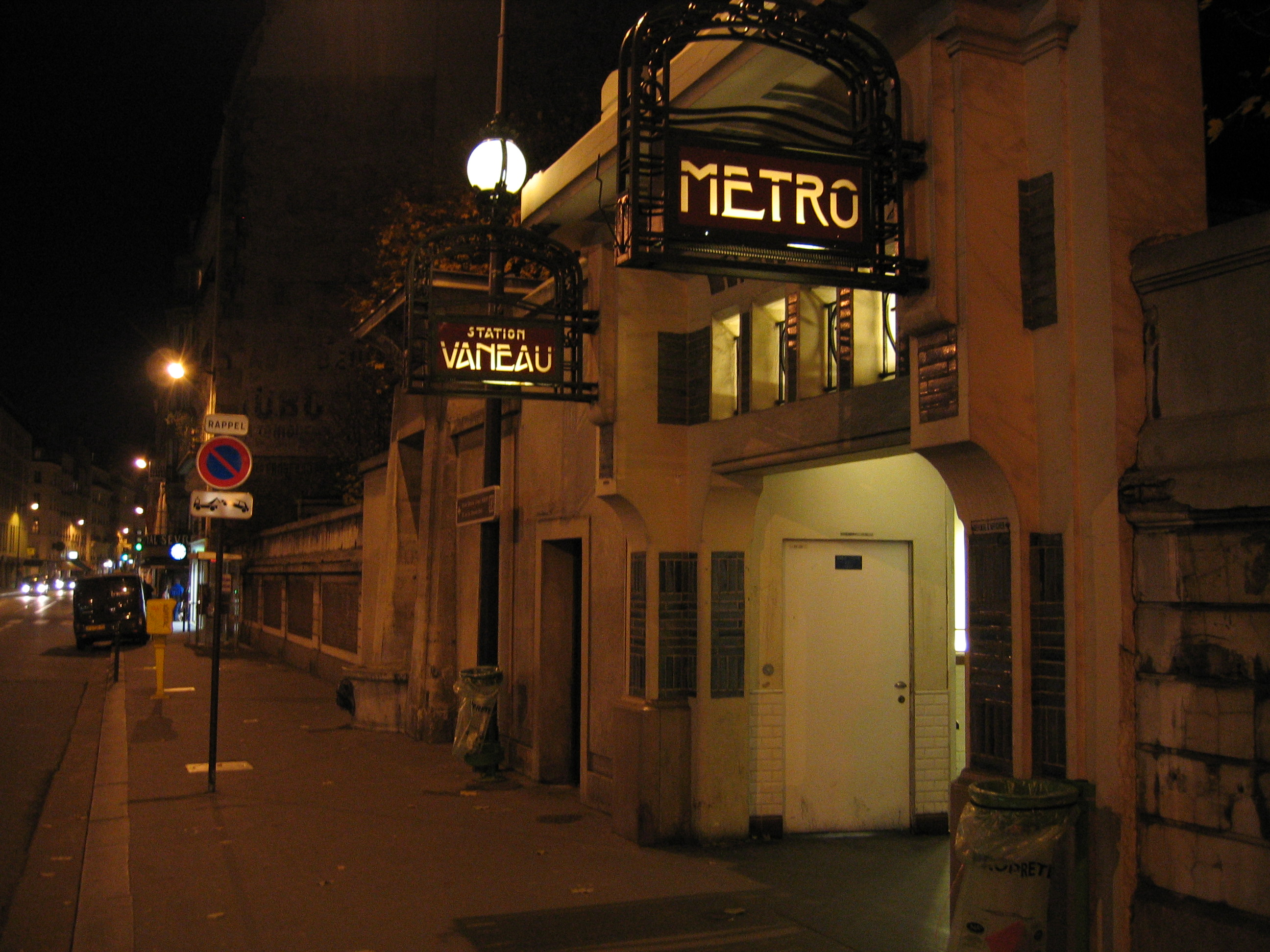
Vaneau
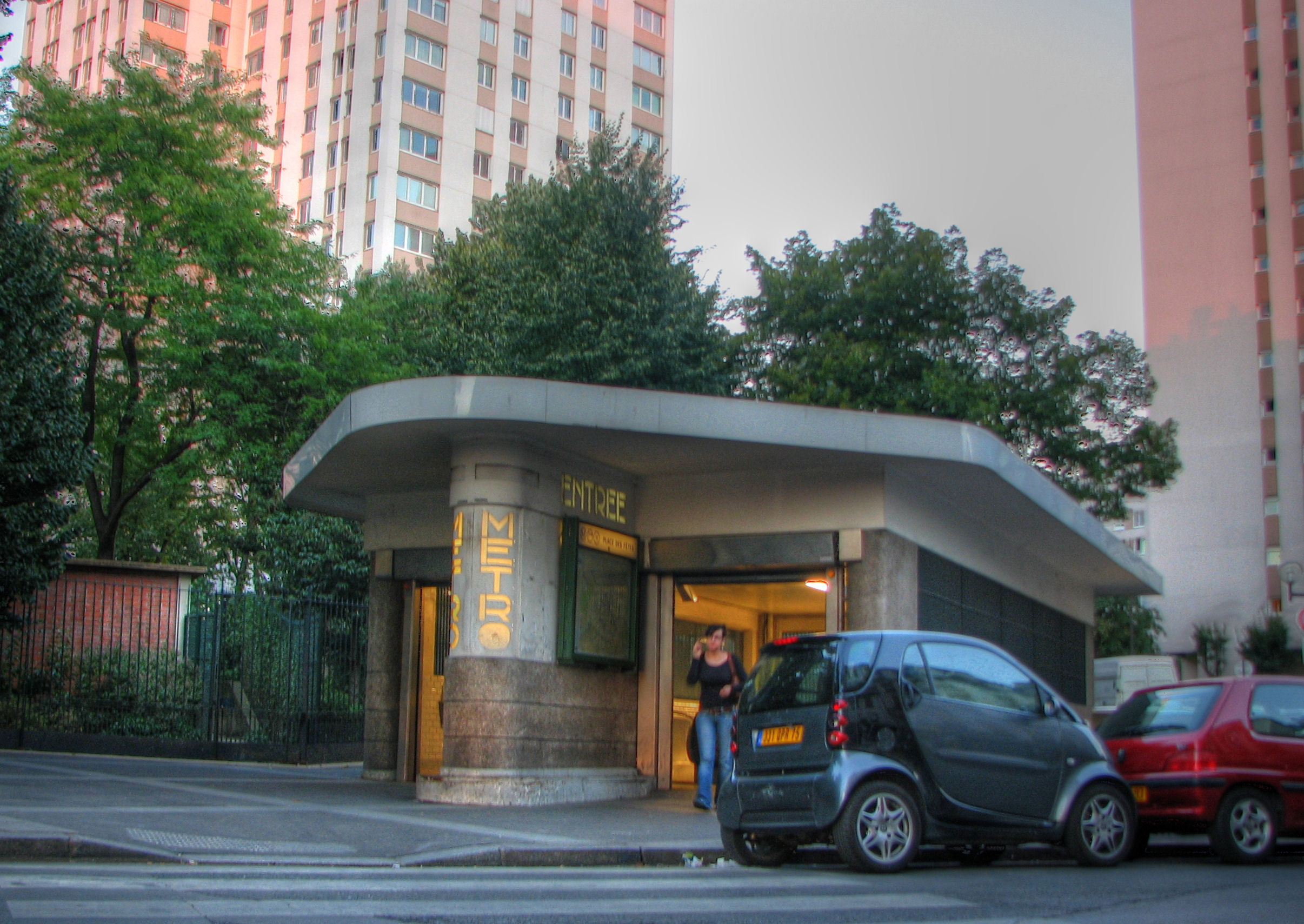
Place des Fêtes
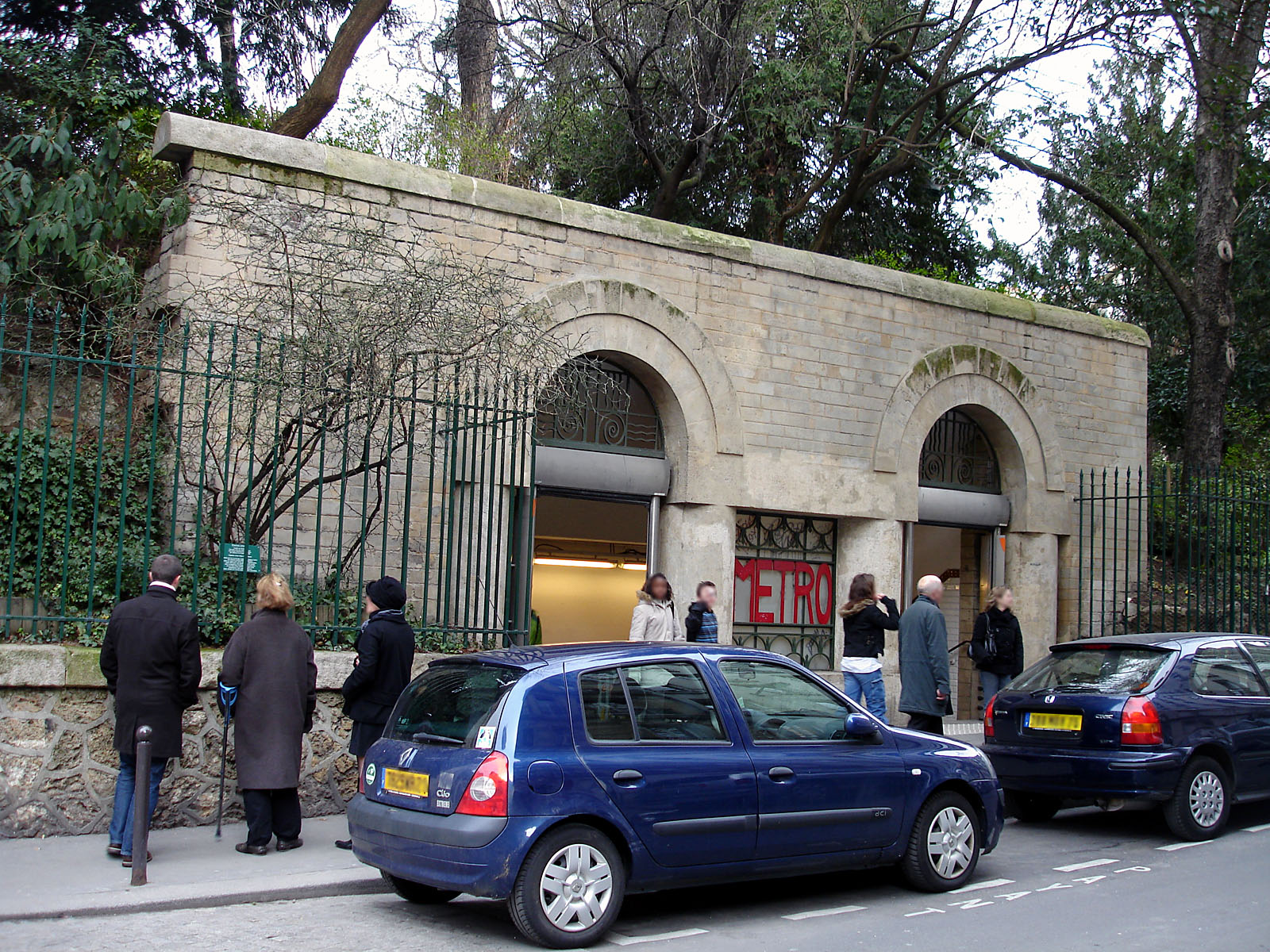
Place Monge

## Interno
L'interno delle stazioni è generalmente realizzato secondo una linea stilistica comune. In ogni caso è presente una sala d'ingresso con biglietteria, banchine d'attesa dei treni e rampe di scale a collegare i vari ambienti.

### Introduzione

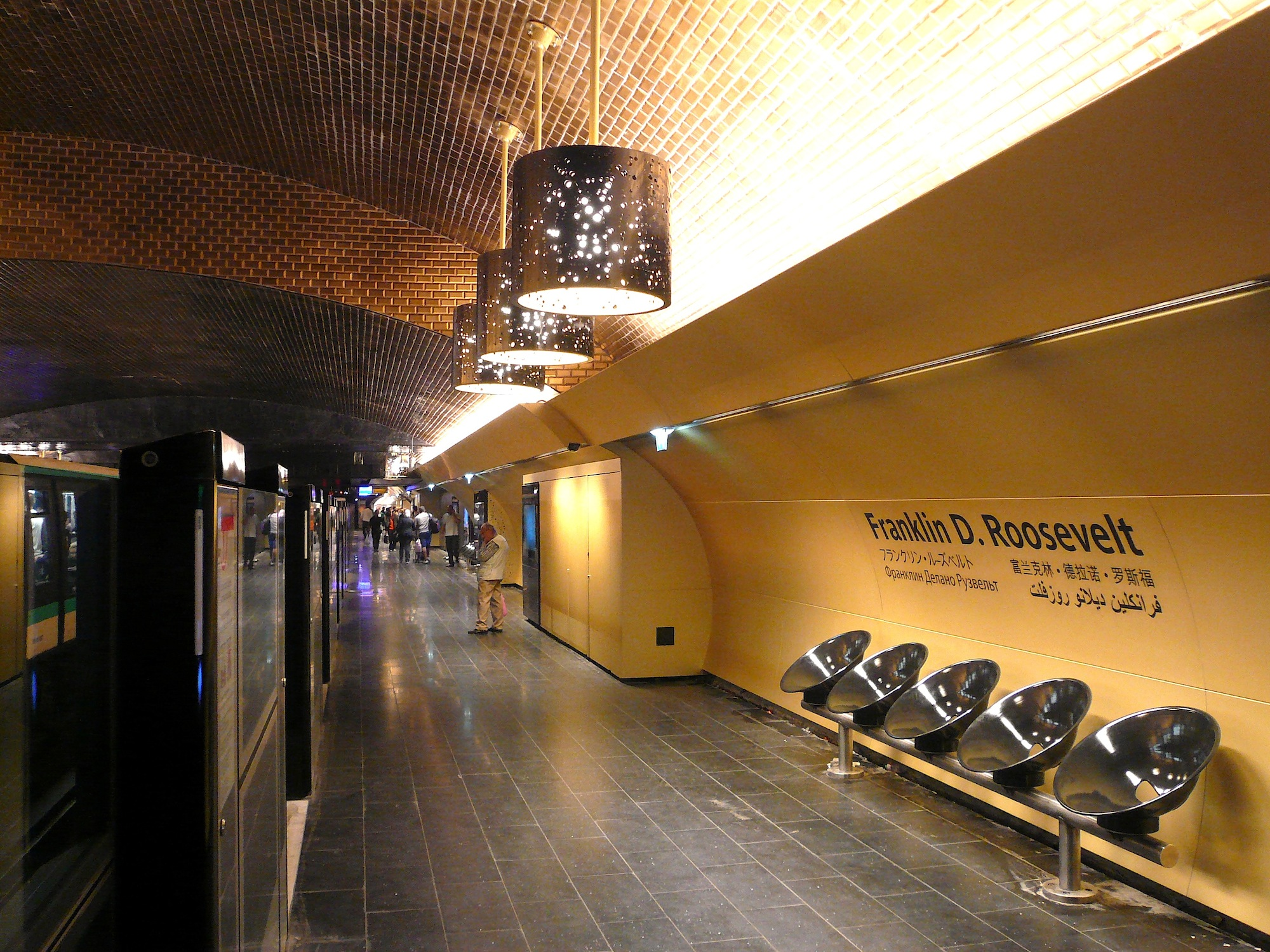
Stazione Franklin D. Roosevelt sulla linea 1 dopo il suo riallestimento nel 2011.

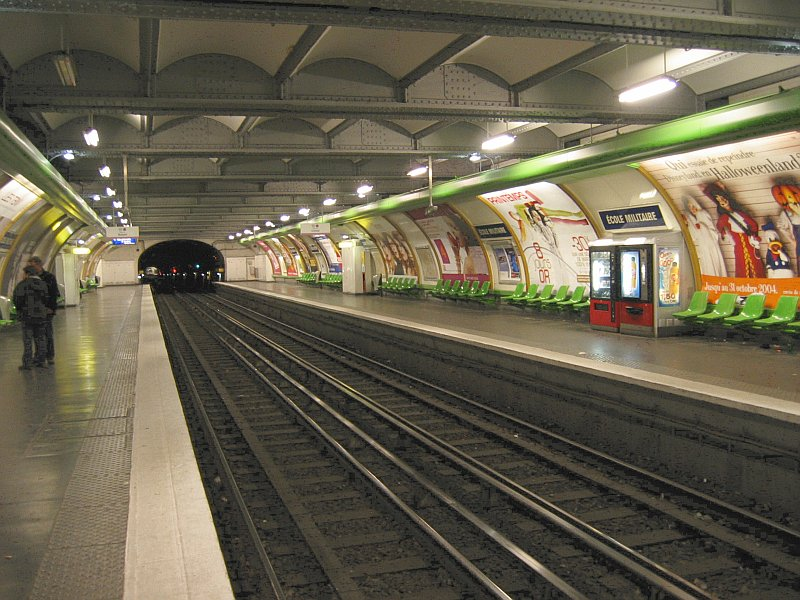
Stazione École Militaire sulla linea 8 con struttura in metallo.

L'architettura delle stazioni fu definita nel 1900 all'atto della concezione della rete, e tale stile è stato perlopiù mantenuto nel tempo. Le pareti e le volte sono ricoperte di piastrelle di ceramica bianca, utile ad amplificare i deboli sistemi di illuminazione in uso ai primi del Novecento. Alcuni settori dei muri furono impiegati fin dall'inizio come supporti per pannelli pubblicitàri. Spesso tali settori erano incorniciati con piastrelle di altri colori, ornate con i simboli delle aziende di gestione (CMP o Nord Sud). Il nome delle stazioni era scritto in bianco su delle targhe di latta blu, fatte salve le linee Nord Sud, dove tali segnali erano pure essi realizzati in ceramica.
Le stazioni della Nord Sud si distinguono dalle altre, oltre che per la segnaletica, per la decorazione più curata.
Tale stile rimase in uso sino alla seconda guerra mondiale, dopodiché, complice l'installazione delle più potenti luci al neon, si scoprì che le volte delle stazioni erano molto danneggiate; pertanto la RATP installò fra il 1948 e il 1967 un nuovo tipo di piastrellatura, più vivace, su 73 stazioni (la metà di esse sarà poi riallestita negli anni seguenti).
Negli anni 1960 una ventina di altre stazioni ricevette un nuovo tipo di decorazione: le vecchie piastrelle bianche furono sostituite da altre a due toni diversi di colore. Questa soluzione fu battezzata style Mouton (dal nome della prima stazione in cui fu installato, Mouton-Duvernet).
Dal 1975, la RATP scelse di mantenere perlopiù le classiche piastrelle bianche, giocando tutto sull'illuminazione. Diversi artisti disegnarono dei nuovi tipi di illuminazione: tra i principali vi è il sistema Motte (in cui le luci sono contenute in cassoni a parallelepipedo) e il Ouï Dire, con le sue luci montate su strutture di alluminio dalle forme bizzarre.
Vi sono poi le stazioni culturali, così dette in quanto dotate di decorazioni tematiche e di uno stile del tutto originale. La prima a subire questa sorte fu Louvre-Rivoli (linea 1), che fu riallestita a somiglianza di una stanza del Louvre, che serve. Molte altre sono seguite , come Bastille, Hôtel de Ville e Tuileries (linea 1), Parmentier (linea 3), Pont Neuf (linea 7), Cluny - La Sorbonne (linea 10) o Arts et Métiers (linea 11).
La linea 14, aperta nel 1998, presenta uno stile architettonico del tutto originale.

### Sale d'ingresso

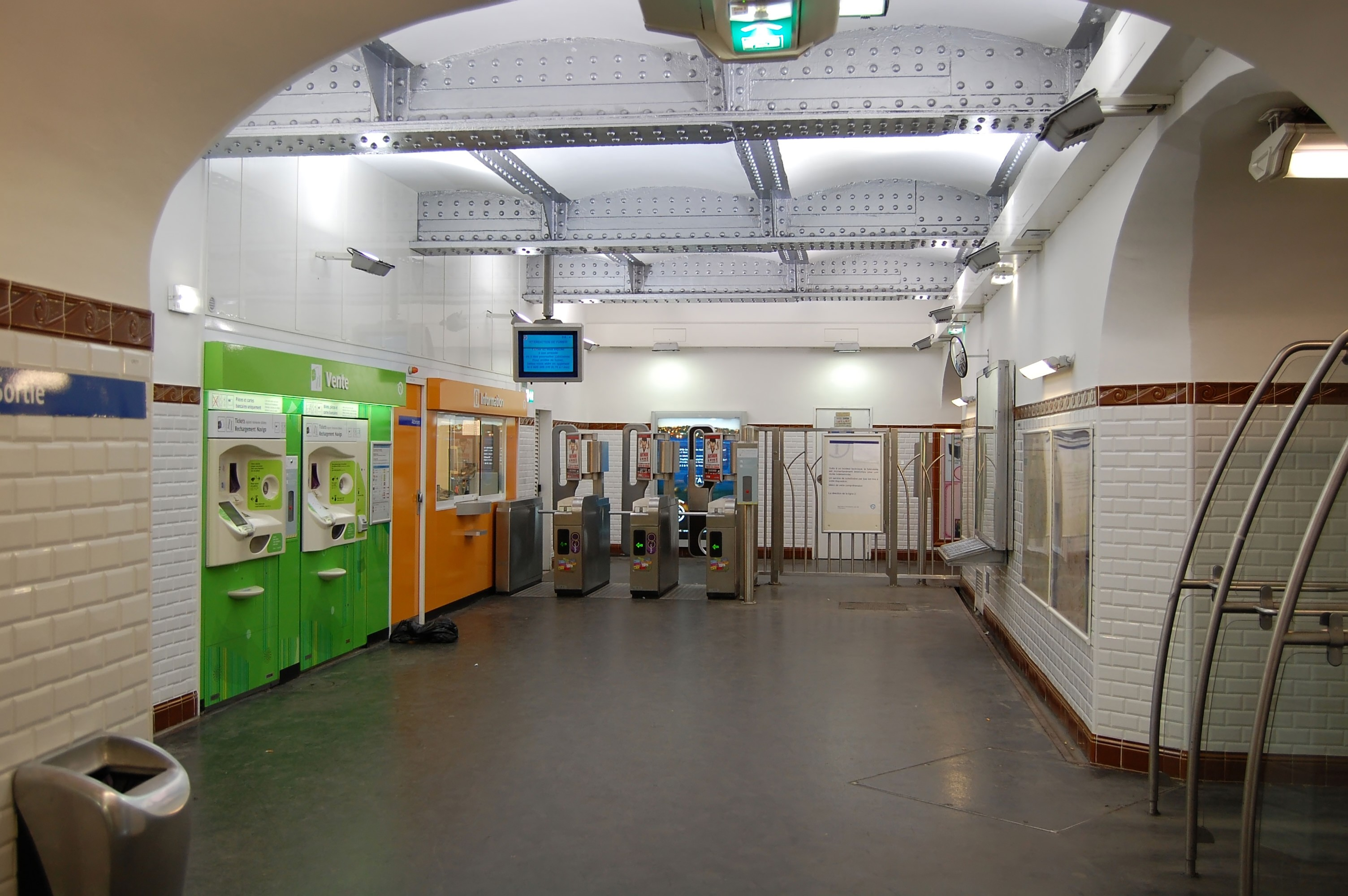
Sala d'ingresso della stazione Abbesses.

La sala d'ingresso delle stazioni è l'ambiente deputato ad accogliere i viaggiatori in entrata. Ospita le biglietterie e i tornelli d'accesso ai binari.
In origine la sala ospitava solo la biglietteria. Dagli anni 1930 incominciò ad essere più accogliente, con l'aggiunta di segnaletica per i viaggiatori e cartine dei viaggiatori. Progressivamente, diverse altre attrezzature furono aggiunte, quali distributori automatici e telefoni pubblici. Infine, dal 1970, laddove lo spazio lo consentiva, furono finanche aggiunti dei negozi (talvolta le stazioni furono pure ampliate), come a Saint-Lazare, Montparnasse - Bienvenüe e Franklin D. Roosevelt.

#### Le mappe dinamiche

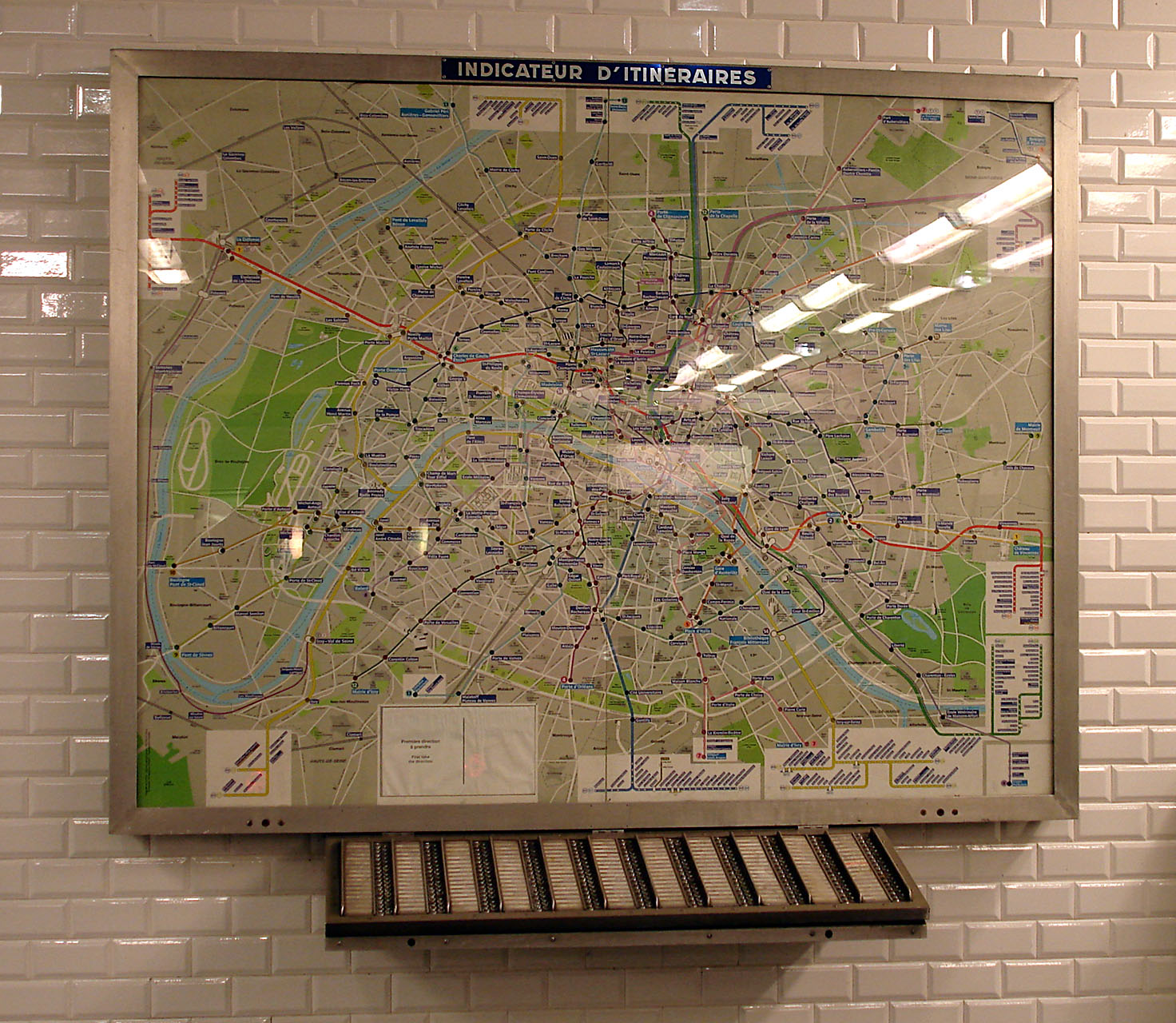
Mappa dinamica della rete di trasporto a Pont de Levallois - Bécon.

In alcune stazioni sono installate delle speciali mappe della rete, dotate di una speciale tastiera, con le quali è possibile tracciare l'itinerario più breve per raggiungere la destinazione (il tracciato scelto si illumina sulla mappa).
I primi esemplari apparvero nel 1937 per iniziativa della CMP. Il successo fu tale che si procedette ad un'implementazione più estesa: le stazioni provviste divennero 184 nel 1981.
A questo oggetto è ispirata l'opera P.I.L.I. di Philippe Favier, installata a Pyramides in occasione del centenario del metrò.
Negli anni 1990 si provvide a sostituire parzialmente le vecchie mappe con dei nuovi modelli, più tecnologici ed informatizzati, che possono essere aggiornati con facilità all'atto del prolungamento della rete. La tastiera è sostituita da un touch screen e l'itinerario viene illuminato con un sistema a led..

### Corridoi e scale
La disposizione dei corridoi è studiata in modo da facilitare al massimo il transito dei passeggeri e renderlo fluido, scongiurando eventuali accalcamenti. Si cerca di evitare gli incroci tra corridoi diversi, ma questo costringe talvolta a costruirli molto lunghi e tortuosi.
Le scalinate hanno in genere tra i 5 e i 24 scalini, ed in genere hanno delle piattaforme intermedie per permettere ai passeggeri di riposarsi. Gli scalini sono dotati di bande antiscivolo e sono alti 16 cm, con una pedata di 30 cm. Dagli anni 1980 si è provveduto ad installare dei montascale sui bordi delle rampe.
La CMP installò anche degli ascensori, nelle stazioni i cui binari si trovassero ad una profondità superiore ai 12 m, e con un corridoio di almeno 8 m a separare le biglietterie dalle banchine. I primi impianti elevatori furono installati nel 1910 a République, poi nel 1911 a Cité e Saint-Michel. Nel 1912 si installarono i primi ascensori a grande profondità a Place des Fêtes (profondità 20,32 m) e a Buttes-Chaumont (profondità 28,70 m). A fine anni 1930 apparvero anche i primi ascensori a moto sincronizzato col passaggio dei convogli.
L'introduzione della scala mobile risale invece al 1909, alla stazione Père-Lachaise . Altre sei furono installate entro il 1920, e una quindicina entro il 1930. Dal 1909 al 1966, 86 scale mobili furono complessivamente installate. A ottobre 1964 apparve il primo marciapiede mobile nel lungo corridoio della stazione Châtelet, poi a Montparnasse - Bienvenüe.

### Porte automatiche

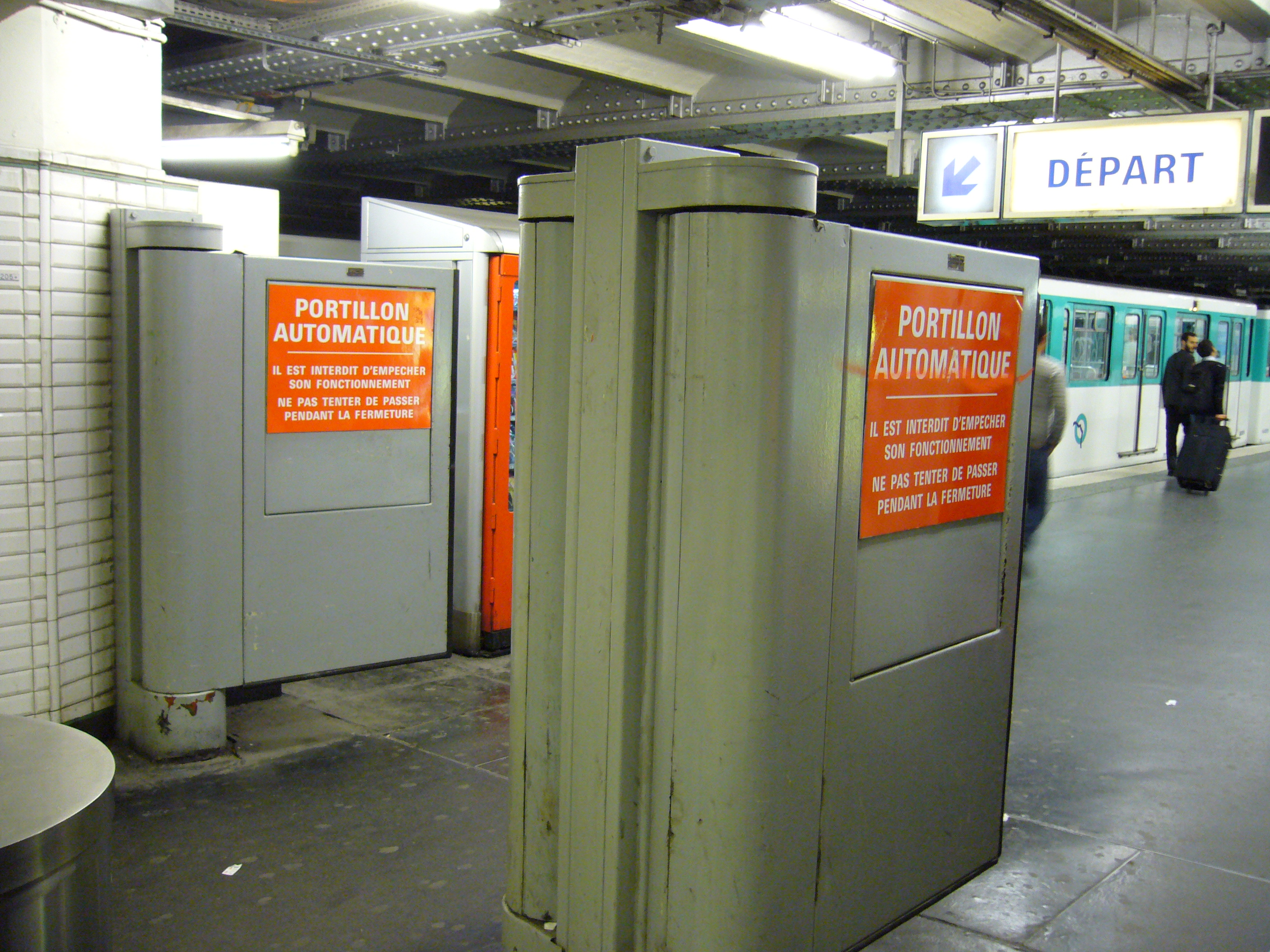
Porte automatiche sulla banchina di Porte d'Orléans (rimosse nel 2011).

Negli anni 1920, per evitare assembramenti di persone sulle banchine, l'accesso alle stesse fu ostruito con delle porte automatiche, le prime delle quali furono installate a Jaurès, sulla linea 2.
Nel tempo, due modelli diversi furono installati:
- il primo si muoveva grazie a un braccio meccanico esterno (e non era troppo difficile per i passeggeri bloccare il loro moto per impedirne la chiusura) ;
- il modello più evoluto (vedi foto) aveva il meccanismo d'apertura integrato.

Le porte erano comandate dal moto dei treni stessi, grazie a dei sensori piazzati sui binari, o dal personale nelle stazioni.
Dagli anni 1960, essendo state ritenute superflue per la regolazione del flusso dei passeggeri, furono via via rimosse.

### Le banchine

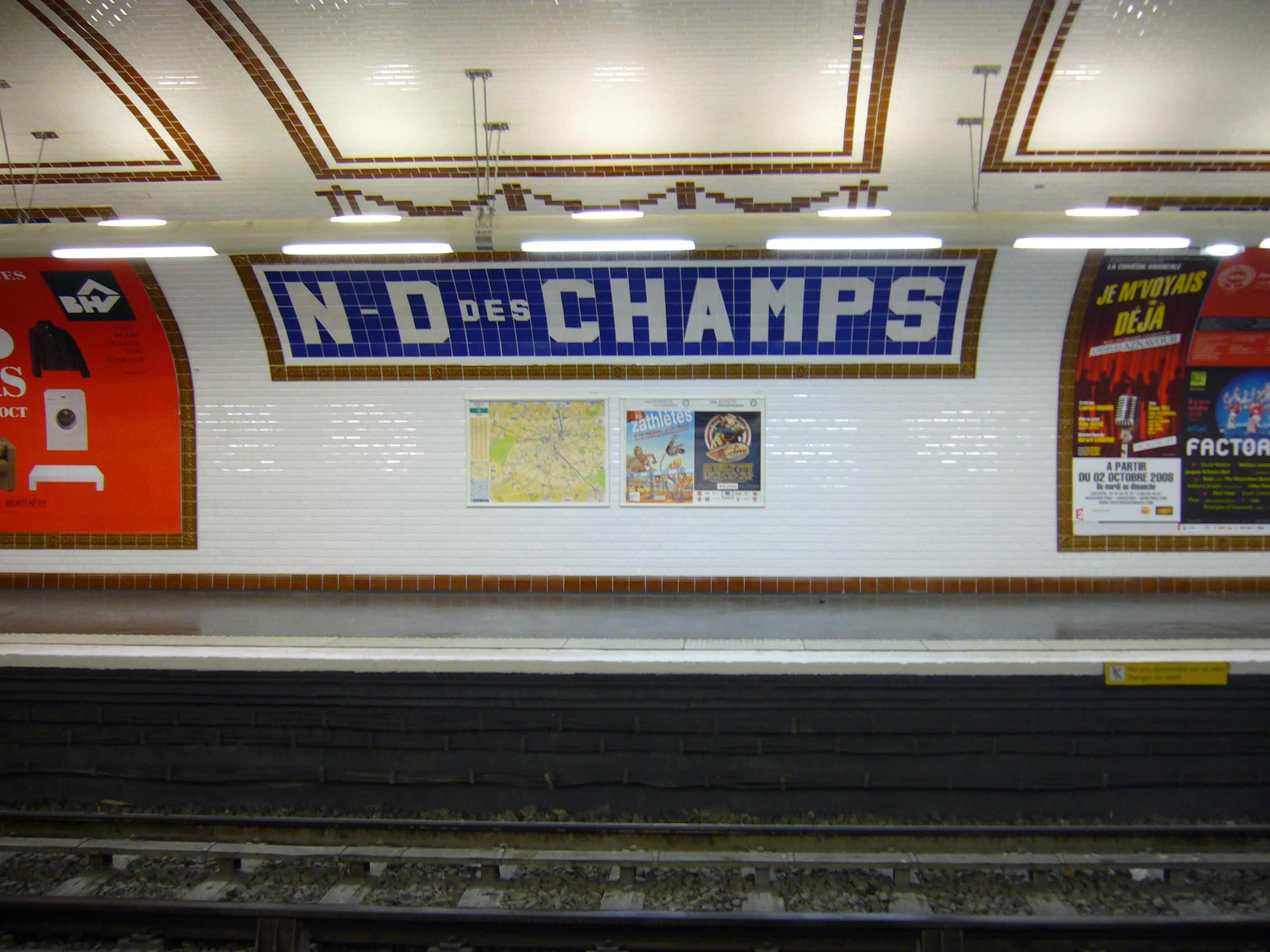
Stazione Notre-Dame-des-Champs, allestita secondo lo stile tipico della Nord-Sud.

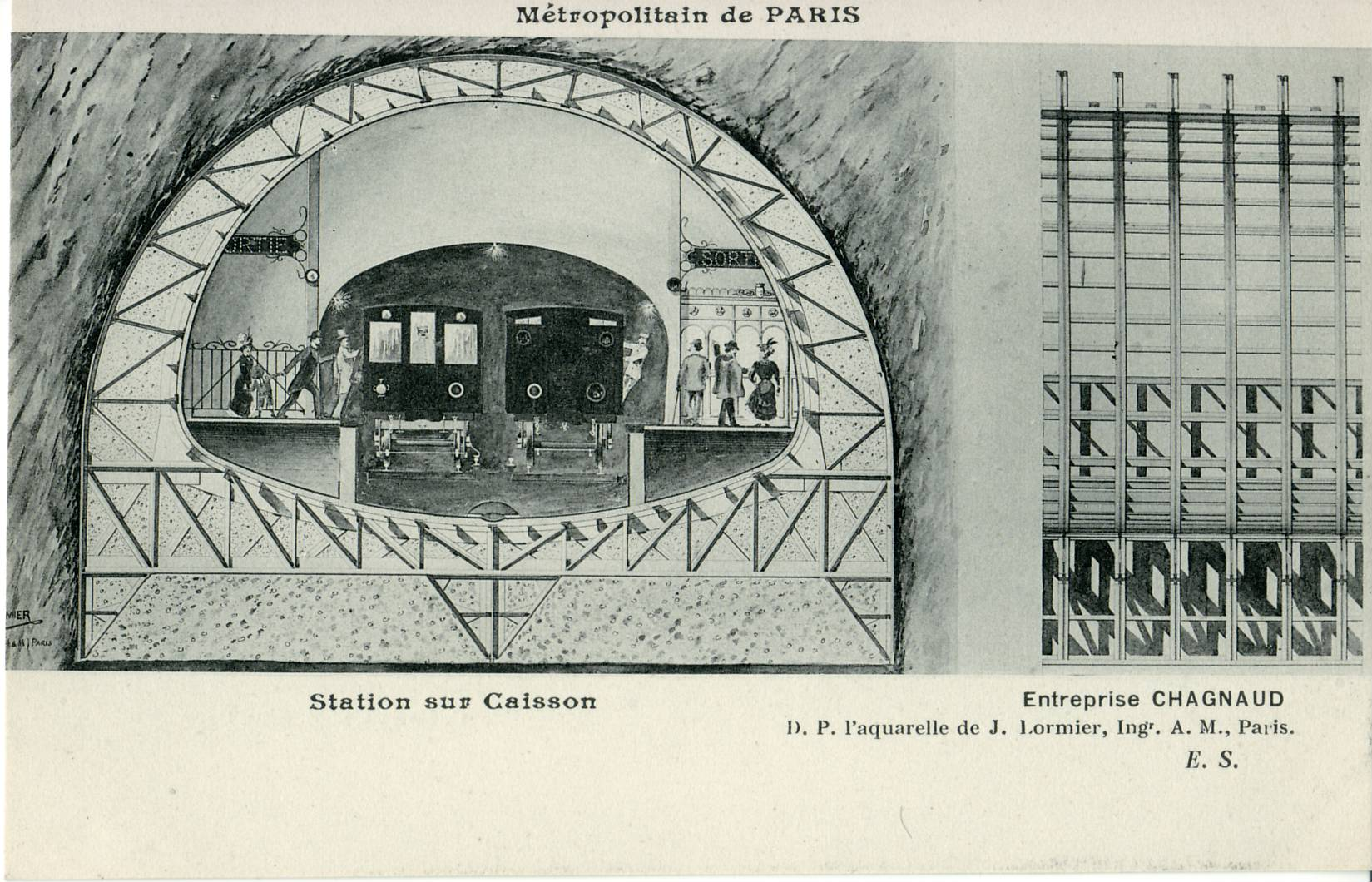
Spaccato di una stazione, disegno dei primi del 1900.

Le stazioni della metropolitana sono perlopiù sotterranee, in parte in superficie e in parte su viadotto.
Le stazioni sotterranee dispongono generalmente di due banchine e due binari. In talune stazioni i due binari sono separati da dei piedritti, atti a rinforzare la volta laddove il terreno sia instabile, come a Grands Boulevards (linee 8 e 9), a Saint-Georges (linea 12) o ancora a Buttes-Chaumont e Botzaris, sulla linea 7bis.
Un certo numero di stazioni presenta una struttura differente. Alcune sono senza uscita (il treno entra in un senso ed esce in retromarcia, come sull'ex terminal della linea 10 al sud-ovest di Parigi), altre sono a senso unico (un binario e una banchina). Caso a parte è la stazione Étoile, della linea 6, che presenta un solo binario racchiuso tra due banchine (una serve per la discesa, l'altra per la salita). In altre fermate la banchina è un salvagente racchiuso tra i due binari, come sulla linea 7bis o a La Motte-Picquet - Grenelle sulle linee 8 e 10. Infine, altre stazioni presentano da tre a più binari (in genere ex capolinea) come a Porte de La Chapelle (linea 12), Porte de Montreuil (linea 9), Porte de Saint-Cloud (linea 10) o Porte de Charenton (linea 8).
Generalmente le stazioni presentano un'altezza massima delle volte di 5,90 m dal piano del ferro, sono larghe 14,14 m e le banchine sono alte 1,50 m dal piano del ferro. Le opere murarie di sostegno sono spesse 2 m. La muratura delle volte è spessa 0,70 m. Le due banchine sono distanti 5,33 m, sono larghe 4 m e sono in lieve pendenza verso i binari. In seguito all'allungamento delle stazioni della linea 1 a 90 m nel 1963, laddove il terreno non consentiva un vero e proprio ampliamento, sei stazioni sono state prolungate con dei tratti di volta più piccola. Si nota tale soluzione a Louvre - Rivoli, Georges V e Argentine.
Le stazioni più vicine alla superficie, non potendo avere una copertura in muratura, presentano un soffitto squadrato realizzato in pannelli di ferro, raccordati da dei longheroni, fissati con dei bulloni e retti da piloni a loro volta in ferro. Il soffitto è inoltre rinforzato con dei mattoni. Se le stazioni sono molto larghe, i piloni sono stati posizionati anche in mezzo ai binari. Stazioni di questo tipo sono Gare de Lyon (linea 1), Porte d'Orléans (linea 4), Gare de l'Est (linee 5 e 7).
Le stazioni di concezione più recente presentano una sezione rettangolare e una struttura in cemento armato.
Le stazioni all'aperto su viadotto sono lunghe 75 m e hanno banchine larghe 4.10 m. La loro struttura è in acciaio e mattoni. I quattro piloni di supporto angolari sono in genere decorati con l'effigie dello stemma di Parigi, ghirlande e cornucopie. Fanno eccezione le stazioni sopraelevate delle linee 2 e 6. Nel primo caso, la struttura è a pannelli di vetro montati su un telaio di ferro, mentre sulla linea 6 i muri perimetrali sono fatti di mattoni multicolori, che vanno a disegnare dei motivi geometrici, mentre il tetto è a vetri. Infine le stazioni Passy, Saint-Jacques e Bel-Air sono costruite a livello del suolo.

### Architetture nel tempo
La struttura e la decorazione delle stazioni si sono molto evolute nel corso del tempo, seguendo le varie mode.

#### Origini

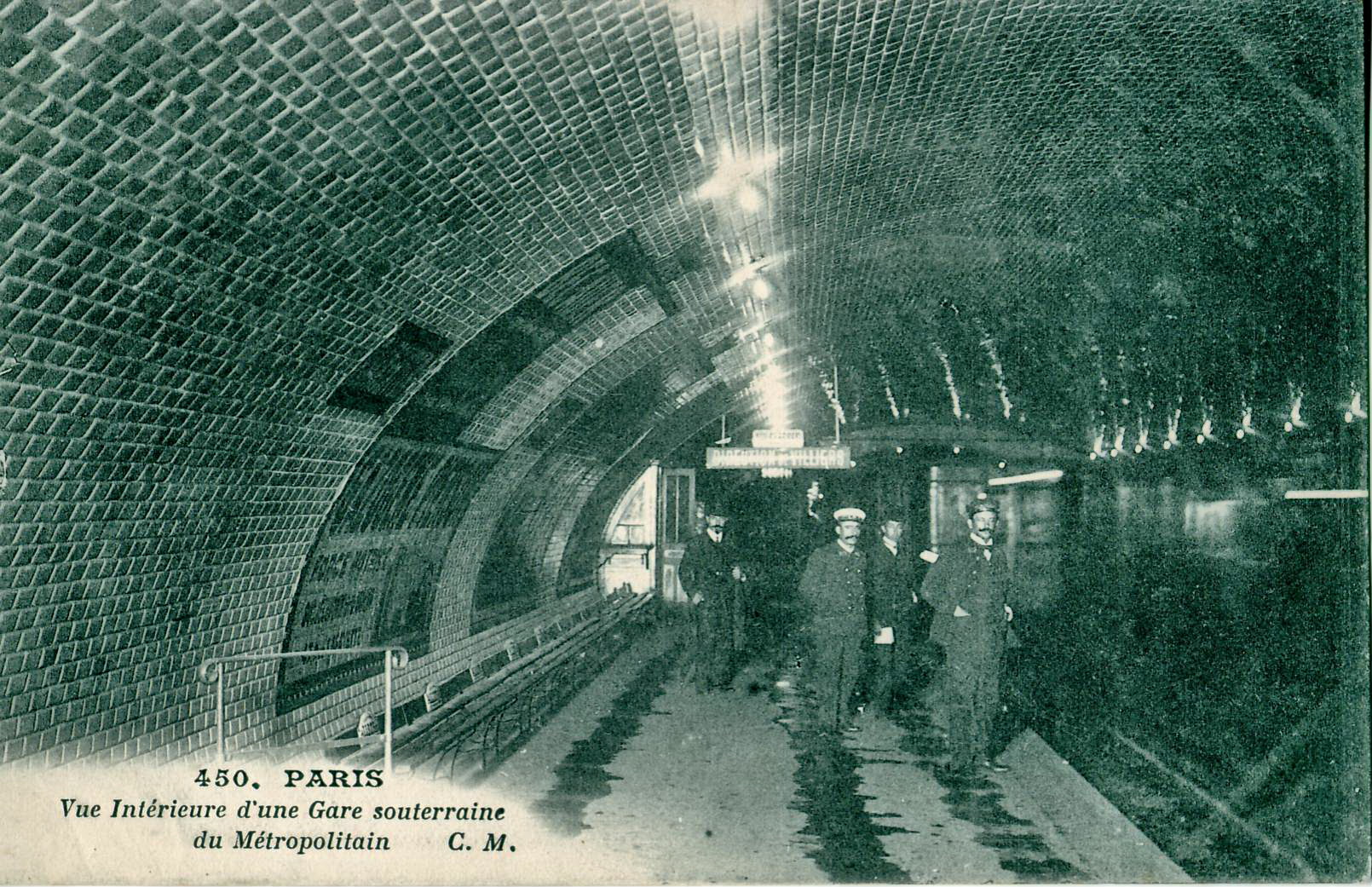
Una stazione della CMP poco dopo l'apertura.

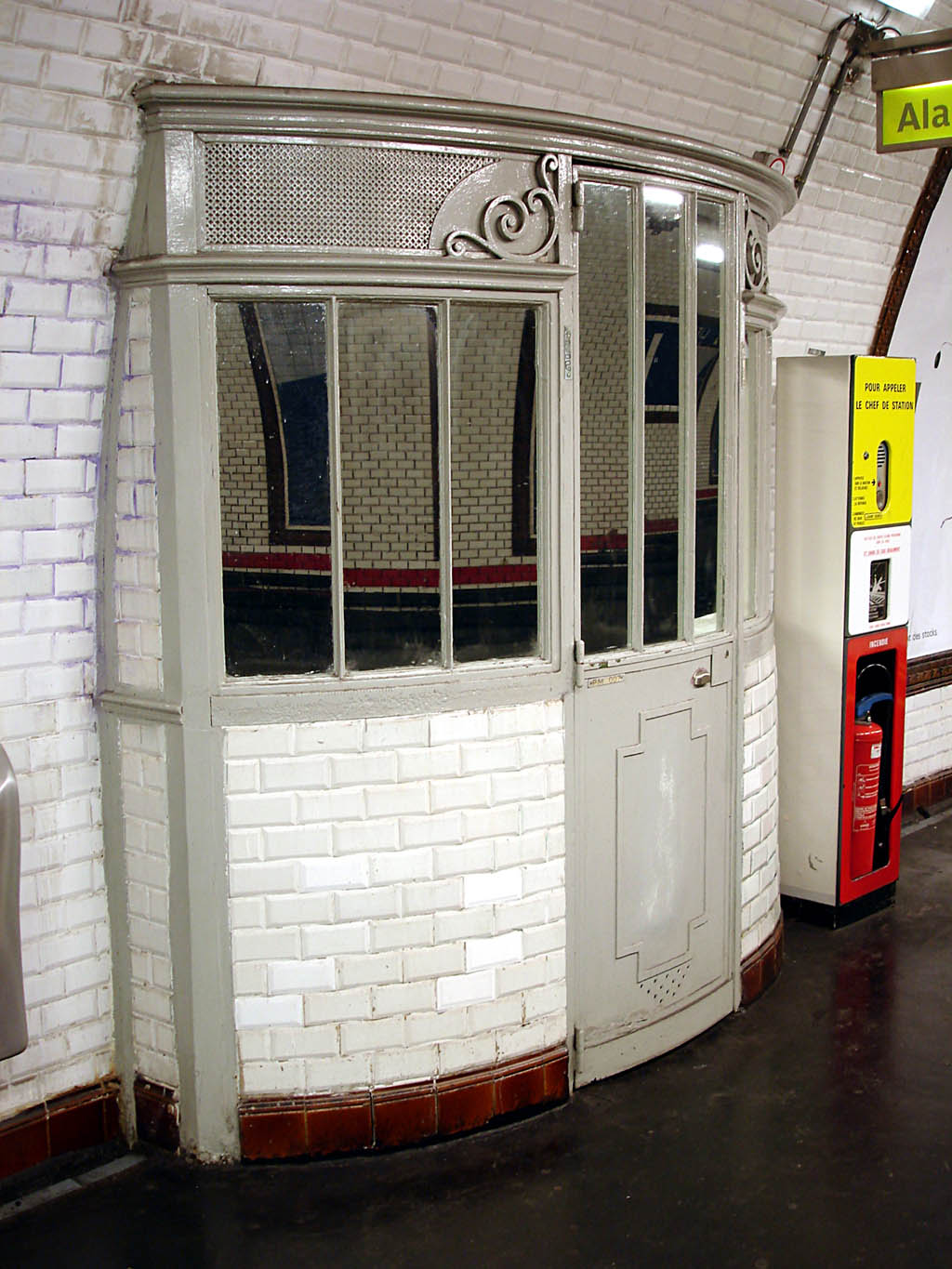
L'ufficio del capostazione a Liège.

L'arredamento delle stazioni all'apertura delle prime linee era decisamente spartano: cartelli con il nome della fermata in ferro smaltato, poche panchine e l'ufficio del capostazione incassato nella parete a metà di una delle banchine. L'illuminazione era fioca, tanto che era praticamente impossibile la lettura di libri o giornali all'interno della galleria. In effetti la potenza delle lampadine era di appena 5 lux, tanto che per potenziare l'effetto illuminante le pareti delle stazioni furono rivestite di ceramica bianca.
La realizzazione delle piastrelle veniva affidata alle fabbriche di Gien e alla ditta Boulenger di Choisy-le-Roi (poi trasferitasi a Villetaneuse), e la loro presenza è diventata via via un tratto distintivo del metrò parigino. La segnaletica era scarsa e poco leggibile: solo dopo l'incendio di Couronnes nel 1903 le uscite saranno marcate dal cartello luminoso sortie.
Le pareti delle stazioni furono ben presto sfruttate come spazio di affissione per pannelli pubblicitari e presto vi furono collocati anche dei distributori di generi alimentari.

#### Pannellatura metallica

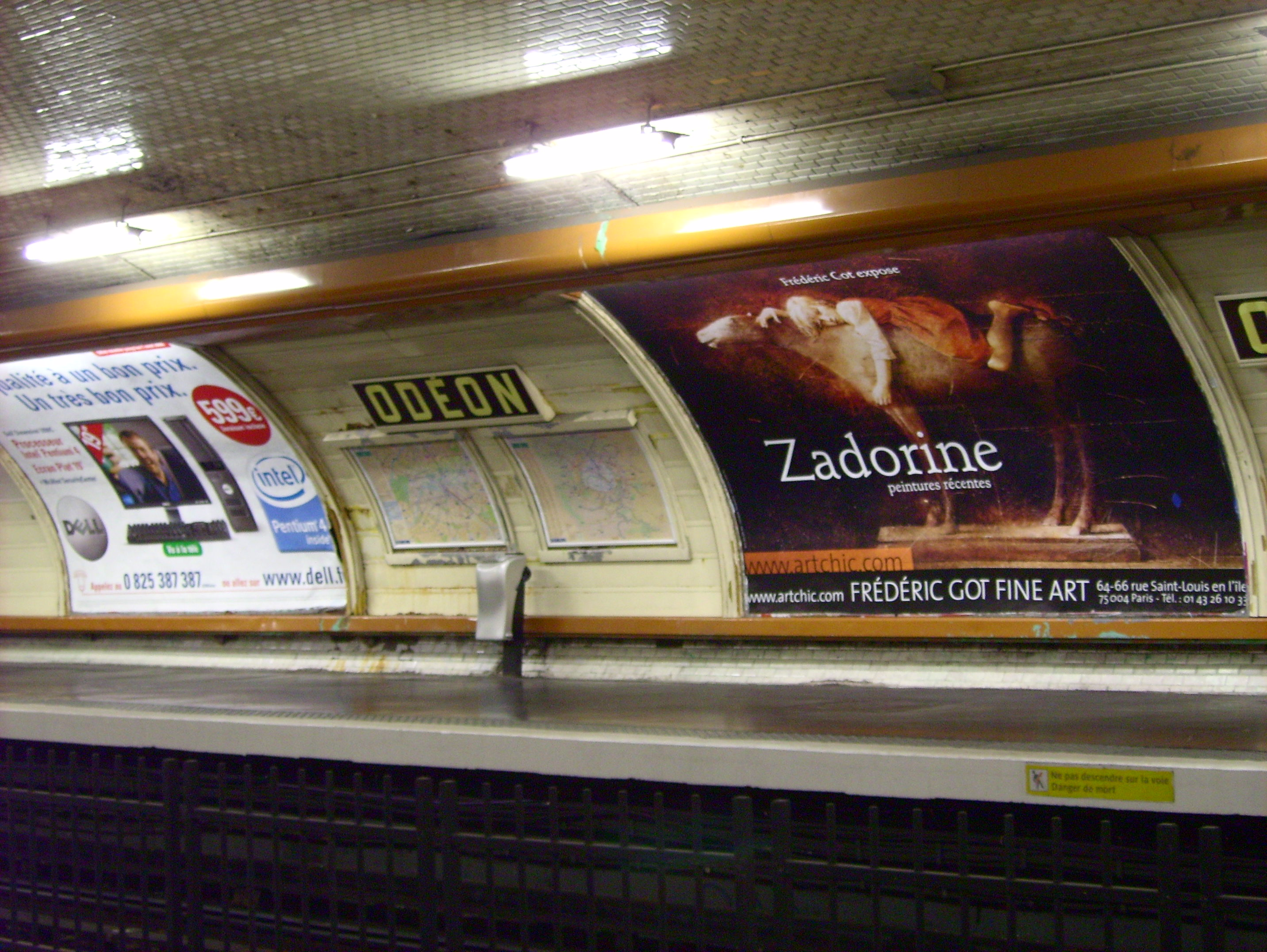
Stazione Odéon, con rivestimento metallico.

A partire dagli anni 1950, la neonata RATP tentò di avviare un'opera di ristrutturazione delle stazioni, malgrado le scarse disponibilità finanziarie. Il rivestimento in ceramica bianca venne ritenuto démodé. Per ridurre i costi, si pensò di rivestire le pareti con pannelli d'acciaio.
Un primo tentativo di ristrutturazione in una nuova chiave stilistica fu attuato a Franklin D. Roosevelt (linee 1 e 9) nel 1952. A seguire altre stazioni furono riallestite, come Opéra (linea 3), Chaussée d'Antin (linea 9), Saint-Paul (linea 1), e République (linea 3).
Il pubblico accolse positivamente questi primi interventi, e ciò spinse la RATP ad estendere il progetto. Tra il 1959 e il 1960, tutte le stazioni della linea 12 furono rivestite con pannelli metallici gialli e verdi. Dal 1960 al 1963 altre cinquanta stazioni subìrono la stessa sorte, seguite da altre venti entro il 1967.
Tale soluzione fu tuttavia presto abbandonata, in quanto rendeva difficile intervenire sulle opere murarie. Dal 2007 molte stazioni stanno subendo la rimozione dei pannelli metallici, che vengono sostituiti con le vecchie piastrelle di ceramica.

#### Lo stileMouton-Duvernet

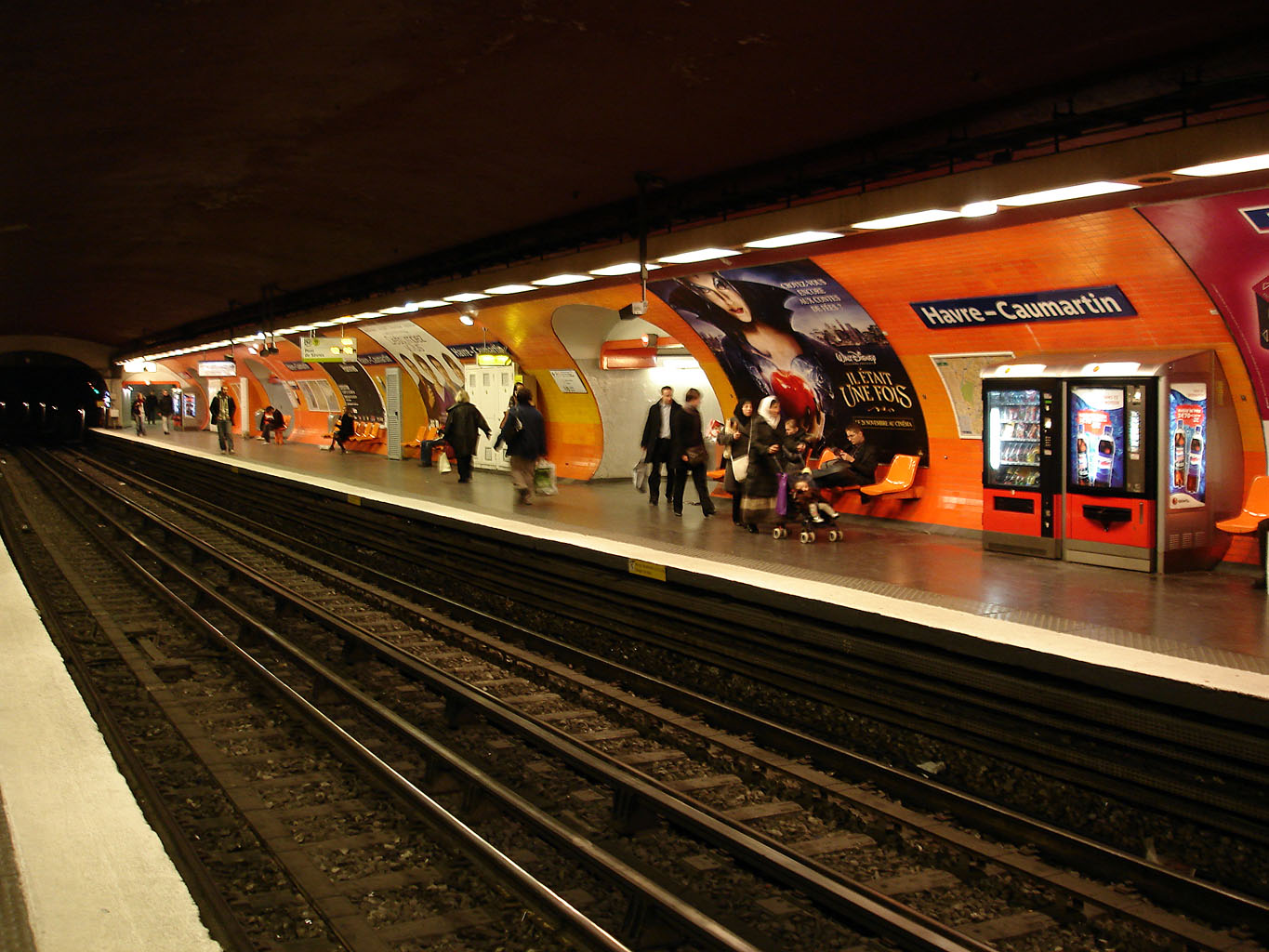
Esempio di stazione in stile Mouton - Duvernet: Havre - Caumartin, sulla linea 9.

A fine anni 1960 si affermò un nuovo stile per l'allestimento delle stazioni: in totale rottura con il vecchio bianco delle pareti, propose l'arancione, caldo e dinamico, come nuova pittura parietale. Le piastrelle furono rimosse dalle volte dei tunnel e sostituite da una vernice color marrone mentre sulle pareti furono poste piastrelle in varie sfumature d'arancio, a formare dei motivi geometrici.
Mouton-Duvernet (linea 4) fu la prima stazione riallestita in questo modo, e diede il nome a questa nuova estetica. Seguirono poi altre venti stazioni, quali Raspail (linea 4 e 6), Étoile (linee 1, 2 e 6), Gare de l'Est (linee 5 e 7), Oberkampf (linea 5), Commerce (linea 8), Montparnasse-Bienvenüe (linea 6) et Trocadéro (linea 6).
Tale stile tuttavia passò presto di moda e fu abbandonato nel 1973 in favore del nuovo stile Motte.L'allestimento Mouton è stato già rimosso da alcune stazioni nel quadro del progetto Renouveau du métro, tra cui la stessa Mouton-Duvernet a fine 2006 e Raspail nel 2008.

#### Andreu-Motte

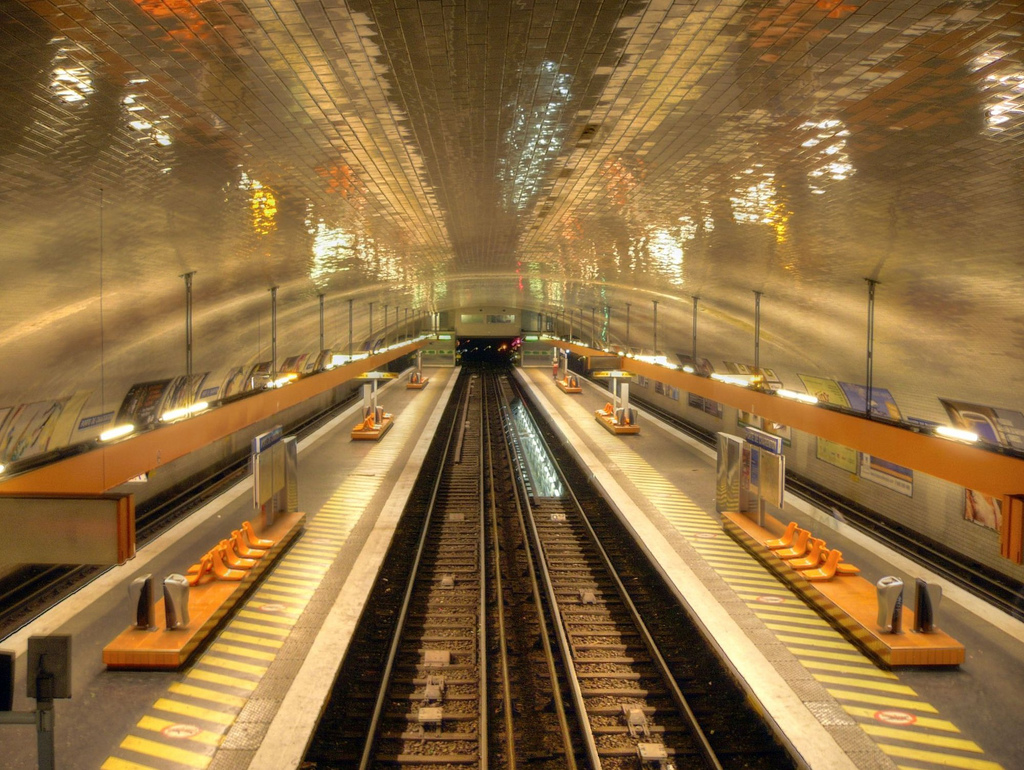
Stazione allestita in stile Motte: Porte de Charenton.

Nel 1973 il decoratore Joseph-André Motte presentò un nuovo stile per l'allestimento delle stazioni al direttore generale RATP Girodet. Il colore dominante tornò ad essere il bianco delle piastrelle di ceramica sulle pareti, con dei tocchi di colore costituiti dai sostegni dell'illuminazione e dalle panchine. Proprio il sistema di illuminazione era una delle maggiori peculiarità di questo stile (battezzato Andreu-Motte), costituita da strutture metalliche arancioni supportanti due file di lampade al sodio (una rivolta in alto, l'altra in basso), con le sedie del medesimo colore. Il resto della struttura delle stazioni invece era colorato in modo sempre diverso ed unico.
Tale sistema risultava particolarmente utile per rendere le stazioni riconoscibili anche senza dover leggere il cartello o senza una mappa a disposizione: così Pont Neuf (linea 7) divenne arancione, Ledru - Rollin (linea 8) blu scuro e Voltaire (linea 9) gialla. Laddove le piastrelle di ceramica originali erano in buono stato, furono mantenute. Entro il 1975 il restyling interessò la stazione Jussieu (linee 7 e 10). Altre stazioni seguirono nei tre anni successivi, tra cui Concorde (la prima con struttura metallica). Lo stesso stile fu inaugurato su alcune stazioni di recente costruzione, quali Mairie de Clichy (linea 13) e Fort d'Aubervilliers (linea 7).
In totale tra il 1974 e il 1984 furono allestite con questo stile un centinaio di stazioni, prima che tale soluzione architettonica cadesse in disuso in favore del nuovo stile Ouï-dire.

#### Ouï-dire

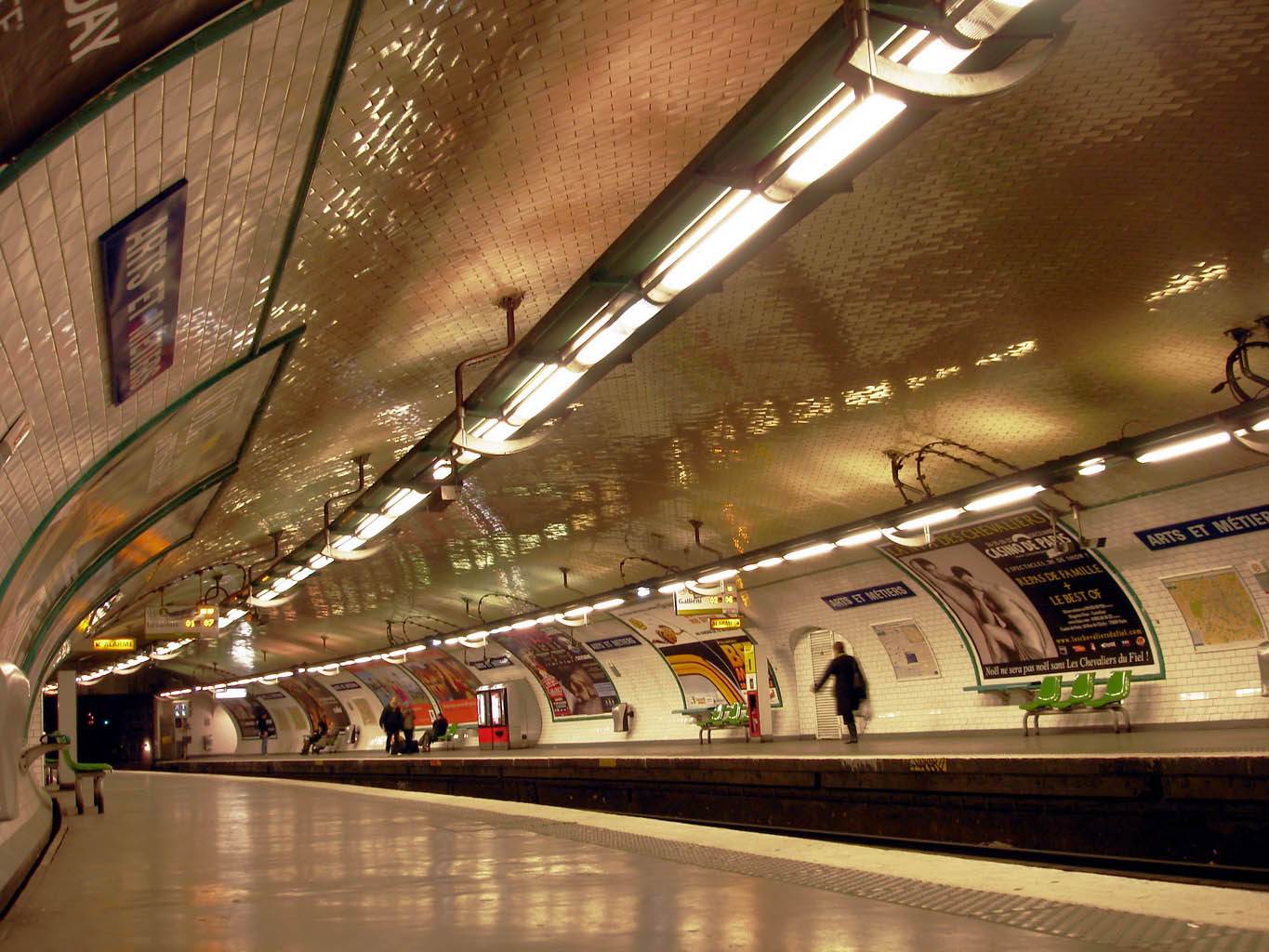
La stazione Arts et Métiers della linea 3, allestita in stile Ouï-dire.

A metà degli anni 1980, la decorazione delle stazioni si evolse ulteriormente. Un gruppo d'artisti, denominato Ouï-dire, vinse il concorso per rinnovare la stazione Stalingrad, della linea 7. Furono dunque installate delle nuove luci, attaccate al soffitto con supporti sinuosi, che combinavano le classiche lampade bianche (rivolte verso il basso) ad altre colorate (volte verso il soffitto). Furono altresì sostituite le sedie e le panchine, mentre furono mantenute le piastrelle in ceramica bianca sulle pareti. Il rinnovamento si concluse nel 1988, per poi essere esteso ad altre venti stazioni.

#### Météor

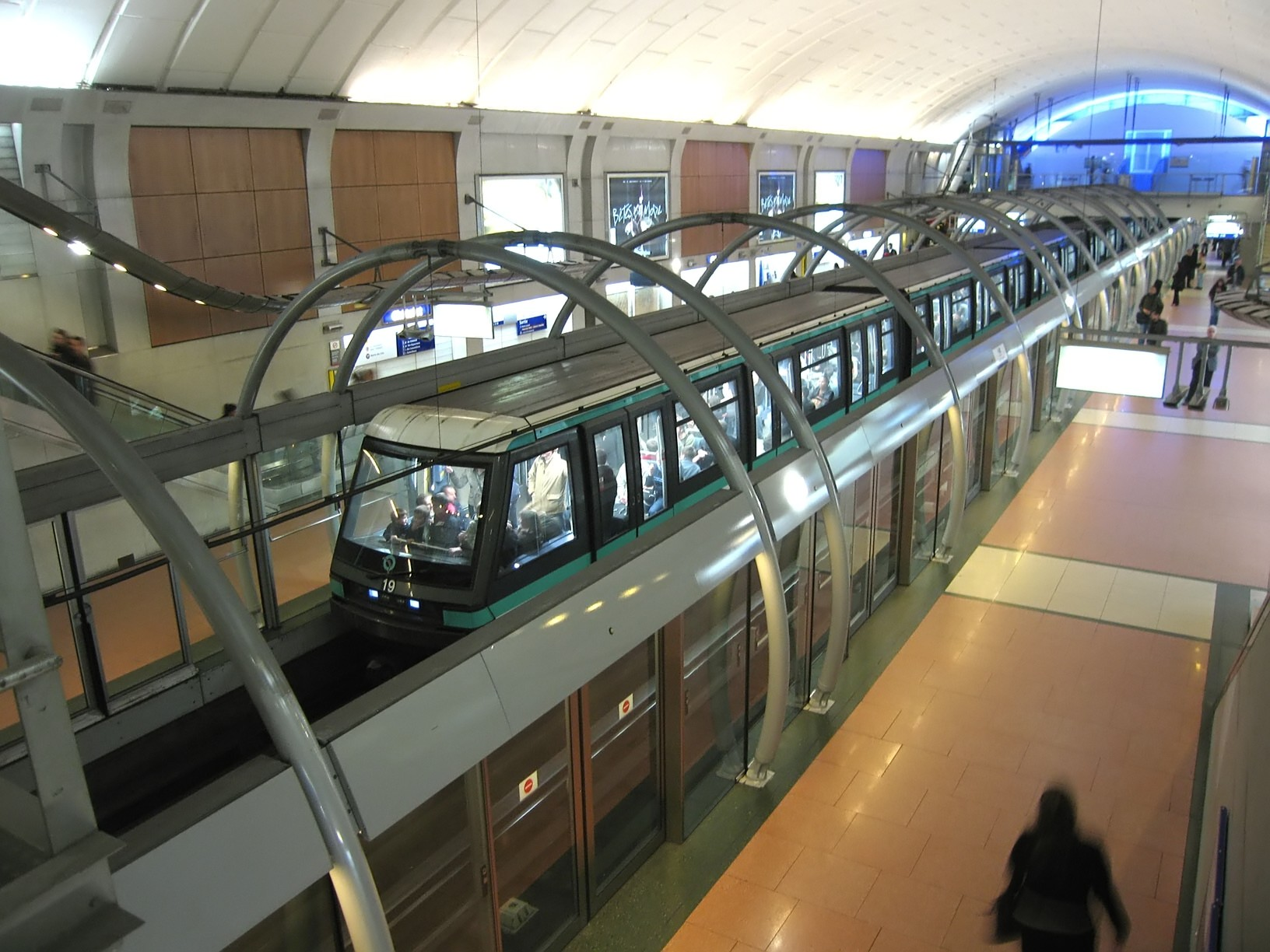
Allestimento Météor alla stazione Châtelet.

L'apertura della linea 14 nel 1998 spinse a riconsiderare l'aspetto delle stazioni. La RATP ha dunque concepito uno stile unico e del tutto nuovo: largo uso di materiali moderni, ambienti spaziosi, luminosi e razionali, che rendono rapido e sicuro l'afflusso e il deflusso degli utenti. Il design è stato realizzato tra gli altri da Jean-Pierre Vaysse, Bernard Kohn, Antoine Grumbach e Pierre Schall.

#### Bruno-Gaudin

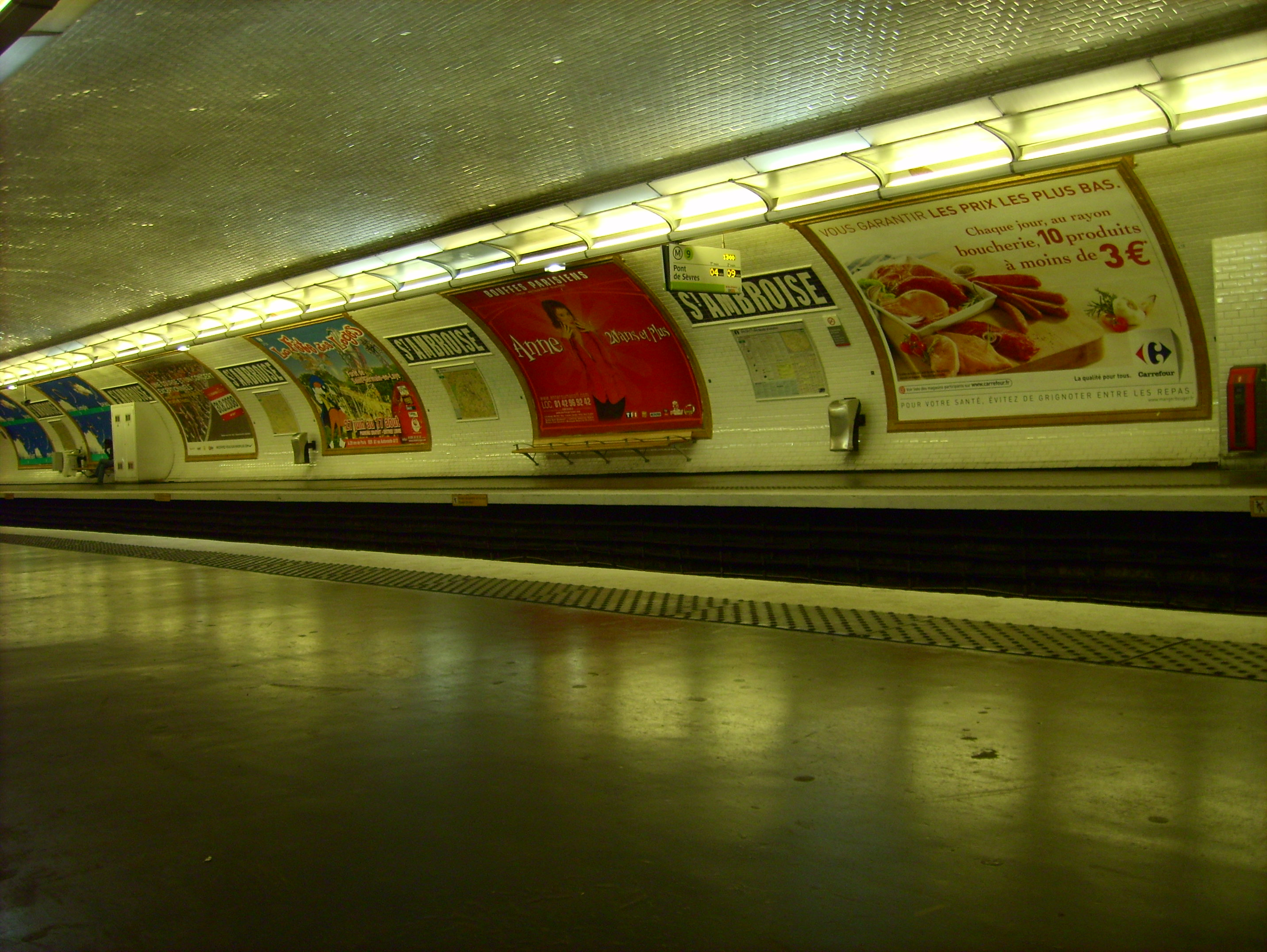
Binario nord della stazione Saint-Ambroise

Con l'arrivo del Terzo millennio, la RATP ha iniziato a sviluppare un nuovo stile di allestimento per le stazioni.
Tale stile è stato testato a Saint-Ambroise (linea 9) soprattutto per il nuovo sistema di illuminazione: le luci erano poste molto in alto sulla volta e ne seguivano la curvatura. La loro struttura consente inoltre di tenere protetti e nascosti i cavi dell'elettricità. Inoltre il numero di riflettori non era uguale su entrambe le banchine: le luci del binario nord avevano un riflettore in più rispetto al binario sud.
Quest'ultima versione fu quella poi adottata ed implementata in parecchie stazioni. Ad oggi questo è il sistema di illuminazione installato in tutte le stazioni che vengono man mano riattate.
L'efficienza dell'impianto di illuminazione è massimizzata dalla presenza delle classiche piastrelle di ceramica bianca sulle pareti, che dunque vengono via via rimesse in opera anche laddove erano state rimosse.

### Renouveau du métro

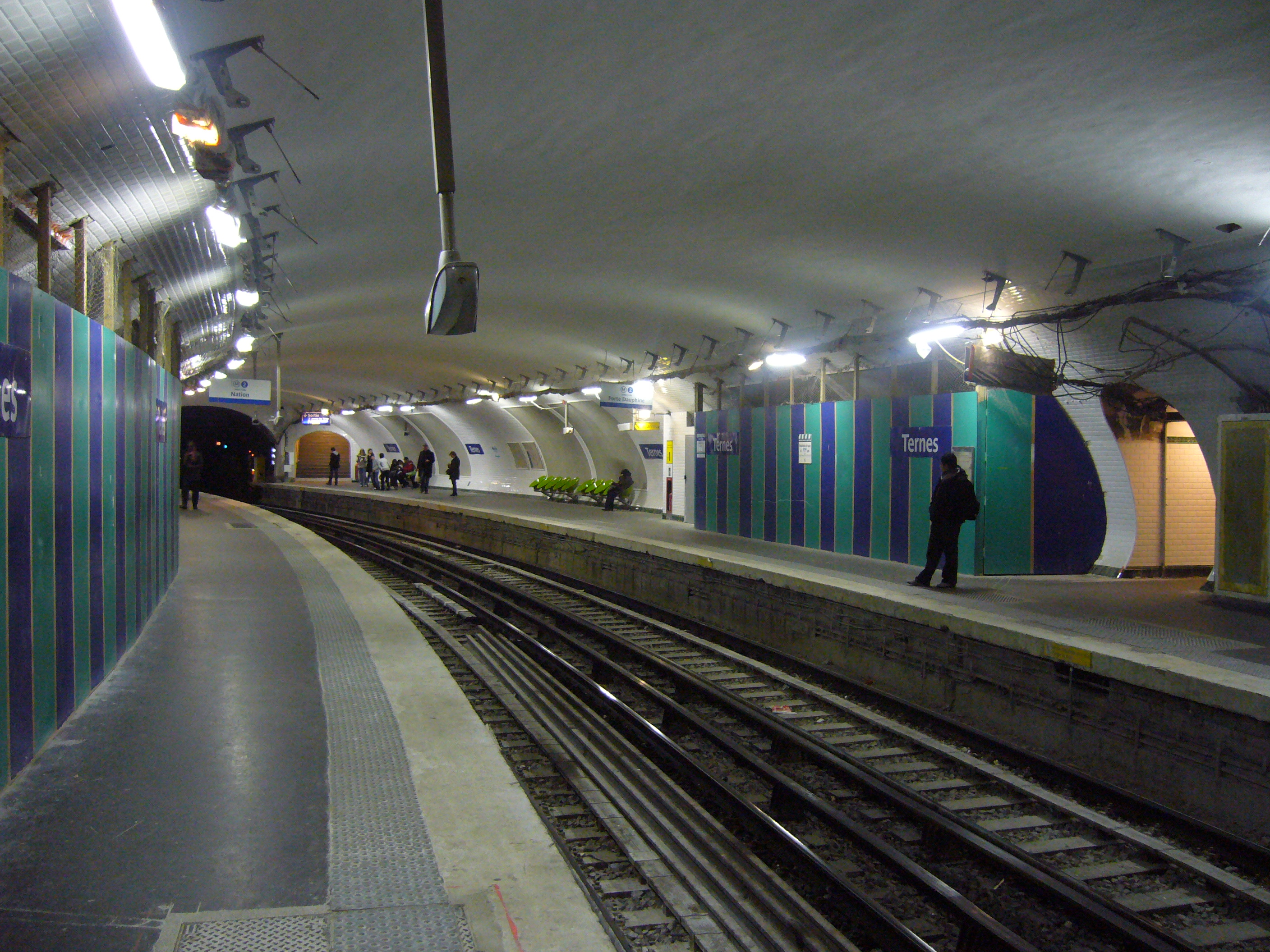
La stazione Ternes durante i lavori di ristrutturazione del 2008.

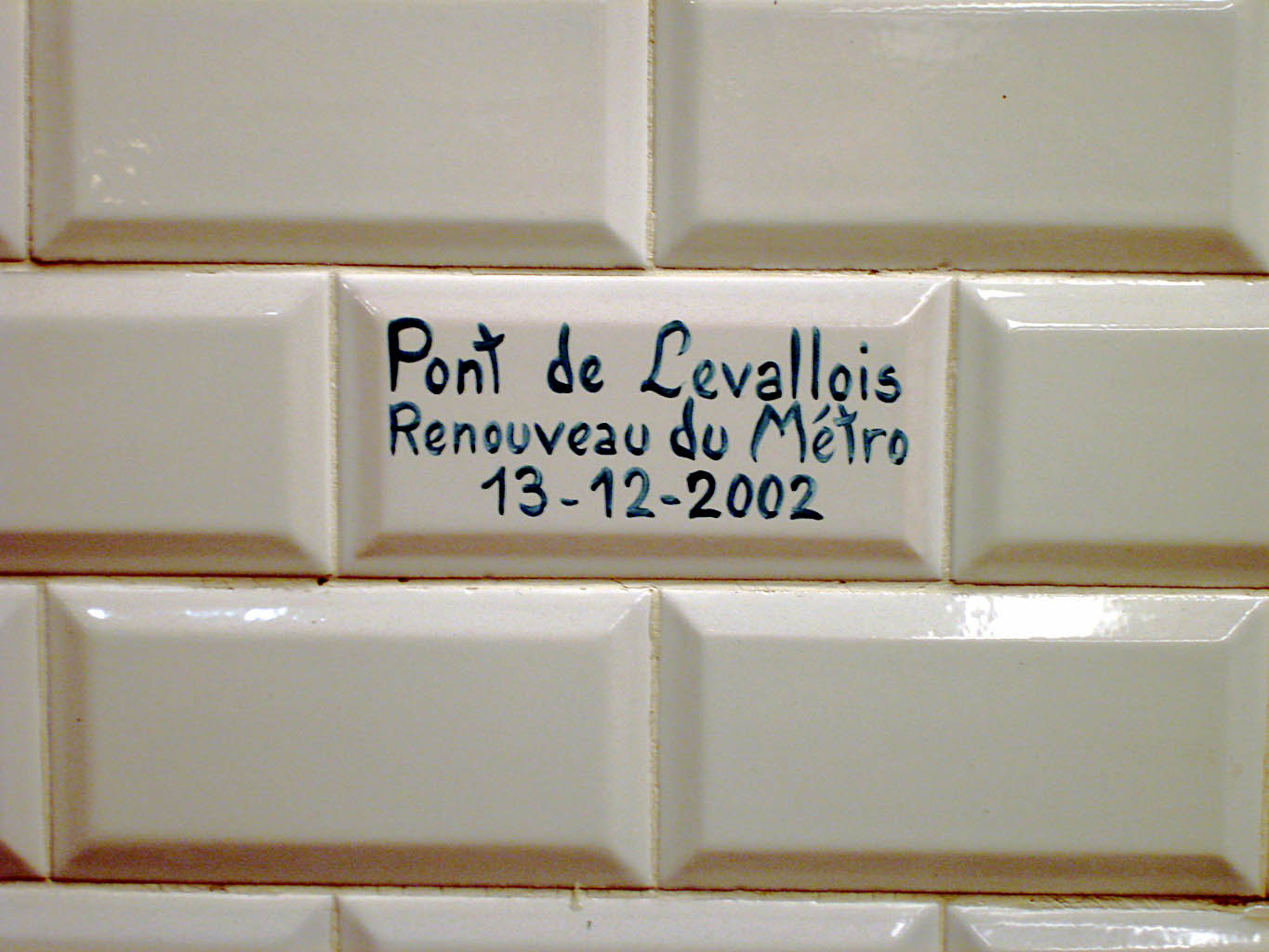
Dettaglio di una piastrella nella stazione Pont de Levallois - Bécon che ne commemora la ristrutturazione.

L'opera di ristrutturazione delle stazioni prosegue a tutt'oggi con il nome di Renouveau du métro.
In particolare si è provveduto a potenziare l'impianto luminoso, le cui prestazioni sono massimizzate dalle piastrelle di ceramica bianca che rivestono i muri. I cavi elettrici e i tubi dell'acqua e dell'aria compressa, che prima scorrevano sulla volta della galleria, sono stati interrati. Le opere murarie sono state rinforzate e isolate dall'umidità e si è provveduto a riposizionare gli spazi destinati alla pubblicità.
Per quel che concerne l'informazione ai passeggeri si è provveduto a:
- integrare la segnaletica nelle stazioni, con nuovi pannelli più chiari ed esaustivi;
- posare tabelloni elettronici in tutte le stazioni, per indicare il tempo d'attesa prima dell'arrivo del treno;
- posare sul pavimento piastrelle LOGES per guidare i ciechi.

Nonostante tutte le opere messe in campo, le gallerie continuano a manifestare la loro vetustà. Ad esempio a Gare de Lyon il rivestimento in ceramica dei muri tende a staccarsi e appaiono muffe a causa di una cospicua infiltrazione d'acqua, probabilmente per la natura scadente di alcuni materiali messi in opera.
Le problematiche maggiori sono poste dalle stazioni di grandi dimensioni, come a Les Halles (linea 4) e in talune stazioni RER, che talora hanno rivelato dei difetti di costruzione. In particolare, la prima stazione è destinata a subìre dei cospicui interventi di ampliamento ed ammodernamento, nel quadro della sistemazione del quartiere Halles. In altri casi, nelle stazioni con più linee poste a più livelli (Gare de Lyon o Châtelet) lo spazio disponibile per gli ampliamenti è molto ridotto, in quanto si rischierebbe di lesionare le fondazioni stesse delle stazioni in oggetto.
Altro grave problema lamentato dall'utenza del metrò è la puzza che molto spesso aleggia nelle stazioni, le cui fonti sono varie (falde acquifere sulfuree, muffe, solventi vari usati per la manutenzione.). L'amministrazione municipale di Parigi ha proposto finanche di installare dei profumatori nelle stazioni.

### Le stazioni culturali

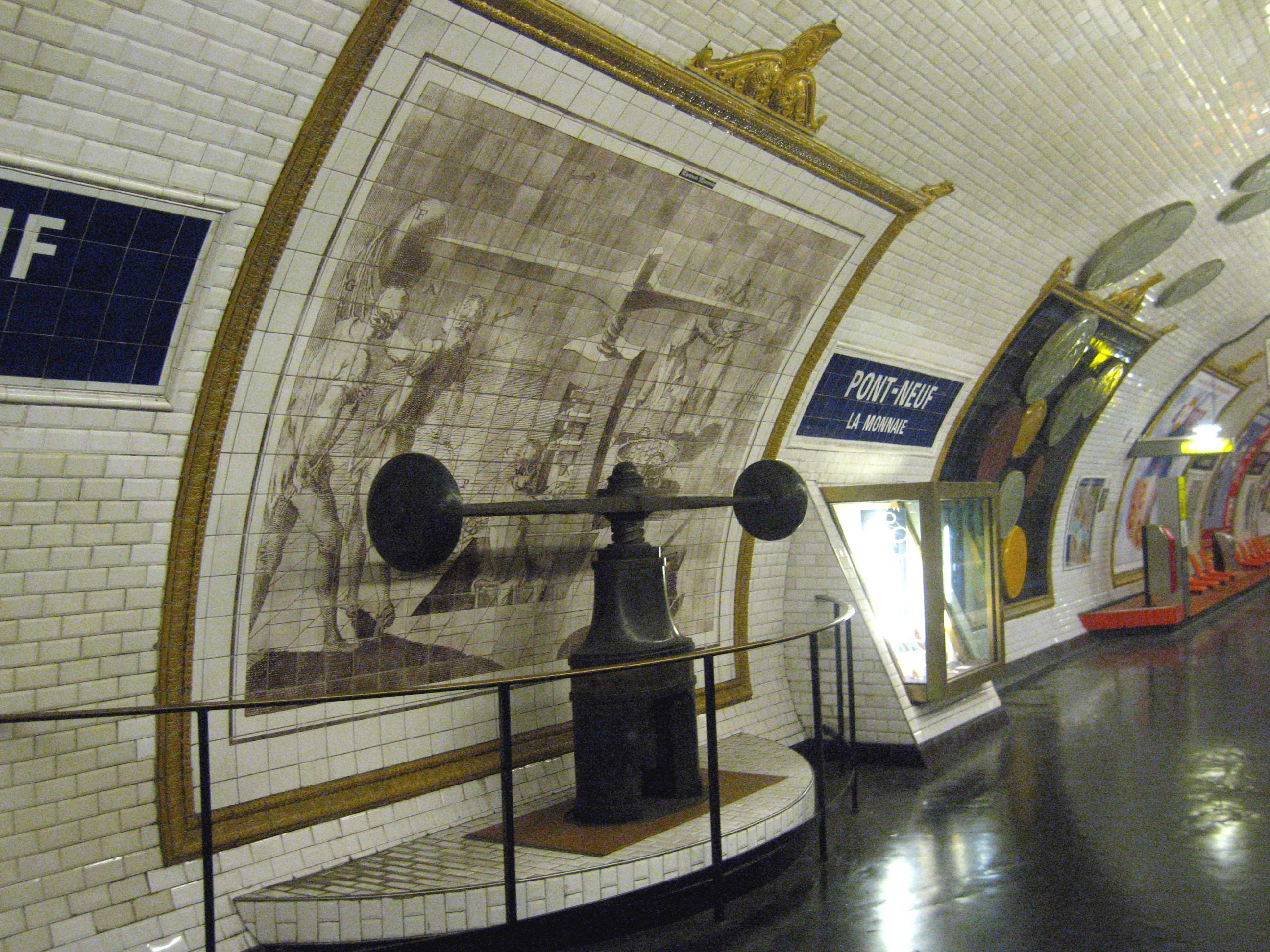
A Pont Neuf è esposta la storia della zecca di Parigi.

Sotto l'impulso di André Malraux, allora ministro della cultura, una stazione, Louvre, poi rinominata Louvre - Rivoli (linea 1), fu ristrutturata nel 1968 ed allestita ad imitazione di una sala del museo del Louvre, di cui la stazione era una delle vie d'accesso principali. L'operazione ebbe un grande successo e fece notevolmente aumentare la frequentazione della fermata.
Altri "allestimenti speciali" seguirono: Concorde (linea 12) presenta raffigurata sulle sue pareti la Dichiarazione dei diritti dell'uomo e del cittadino, Pont Neuf (linea 7) mostra la storia della zecca di Parigi, Varenne (linea 13) contiene delle riproduzioni di statue che fanno da introduzione al musée Rodin, Parmentier (linea 3) "espone" la storia della patata, Arts et Métiers (linea 11) introduce al museo omonimo con il rivestimento in cuoio delle pareti e una decorazione che evoca l'interno di un sottomarino, Assemblée nationale (linea 12) "espone" i deputati e Chaussée d'Antin - La Fayette omaggia l'America. A loro volta, Hôtel de Ville (linea 1) evoca la storia del comune, Cluny - La Sorbonne (ligne 10) gli scrittori del quartiere latino, e Bastille la Rivoluzione francese.
Nel 2000, per il centenario del metrò, altre otto stazioni furono decorate con un tema specifico. Bonne-Nouvelle evoca il cinema, Carrefour Pleyel (lignea 13) la musica, Europe (linea 3) l'Europa unita, Montparnasse-Bienvenüe omaggia il personale del metrò, con l'opera Ils font le métro, Pasteur la sanità, Saint-Germain-des-Prés (linea 4) la letteratura, Tuileries (linea 1) la storia della metropolitana e Villejuif - Léo Lagrange (linea 7) lo sport.

### Arredo pubblicitario
Dal 1° al 24 marzo 2010, su quattro stazioni molto frequentate, Opéra (linea 8), Concorde (linea 8), Saint-Lazare (linea 12) e Champs-Élysées-Clemenceau (linea 13), sono state rimosse le panchine usuali e al loro posto sono stati installati divani Ikea.

### Arte nelle stazioni

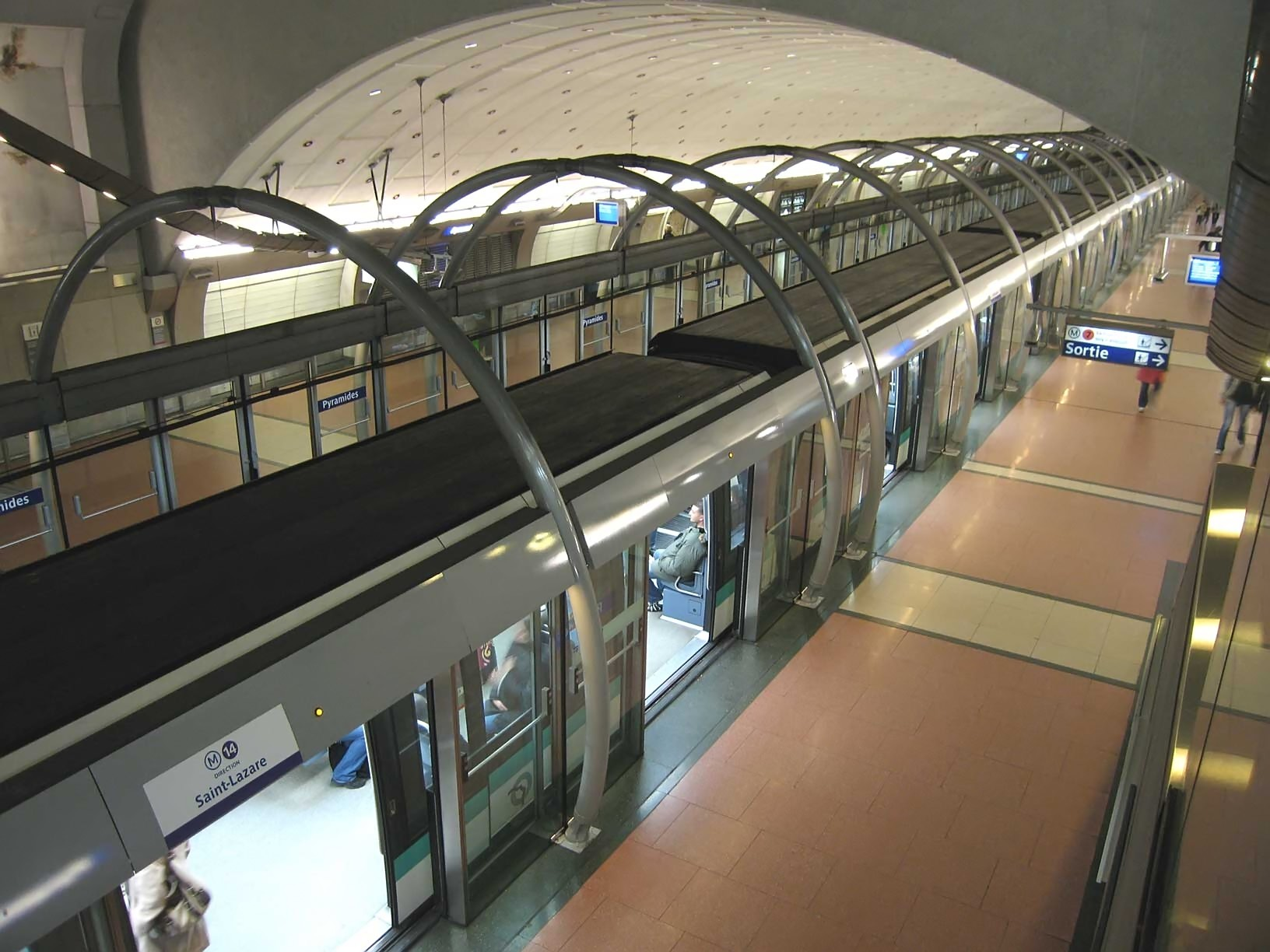
Stazione Pyramides; sul soffitto si intravede l'opera Tissignalisation n°14 di Jacques Tissinier.

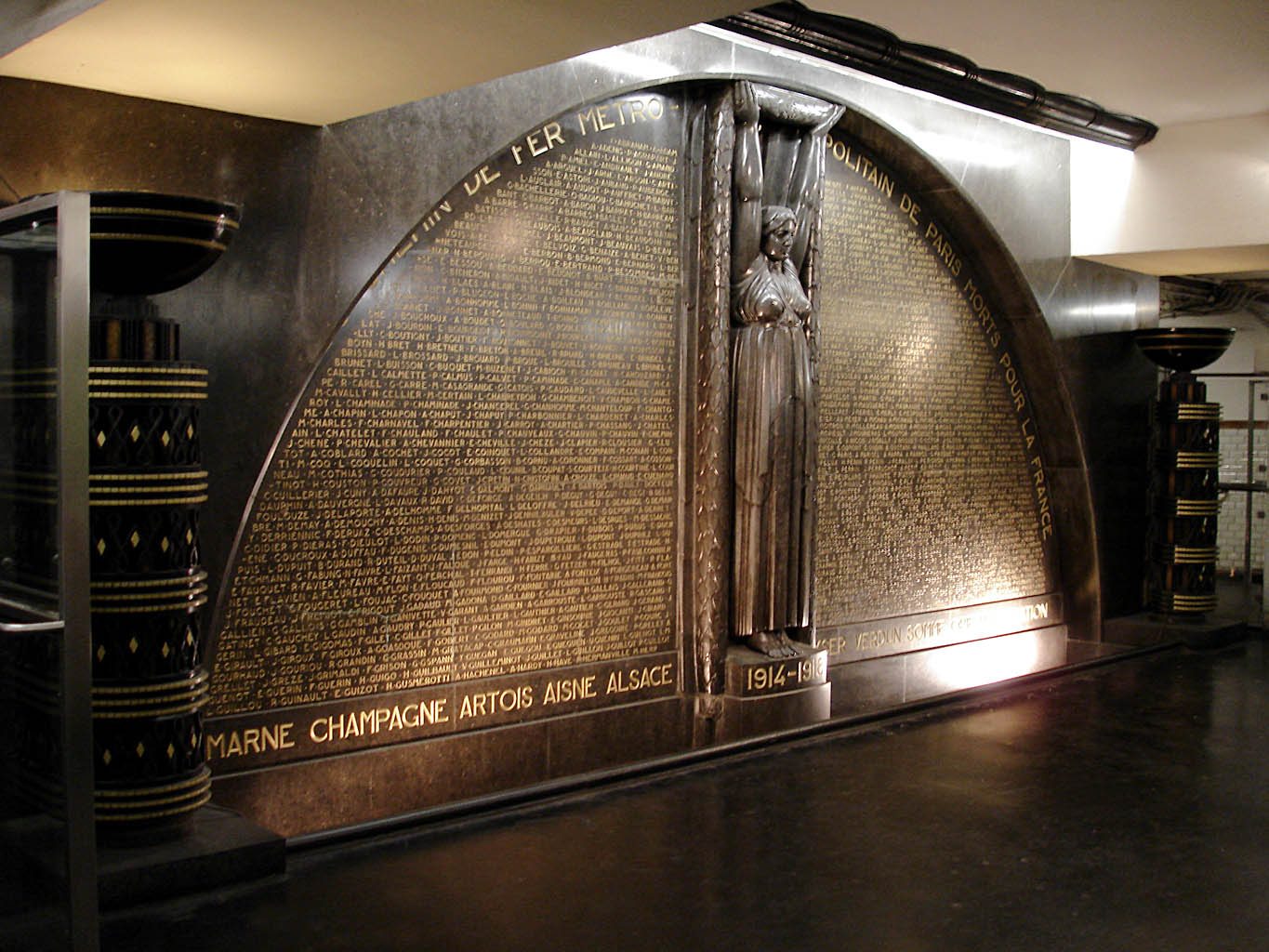
Il monumento ai dipendenti del metrò defunti, nelle biglietterie della stazione Richelieu - Drouot.

Molte stazioni sono state decorate dalla RATP con delle opere d'arte o con allestimenti scenografici speciali:
- Abbesses : Fresque, opera collettiva (sulle scale d'accesso alla stazione, oggi rimosso)[26] ;
- Arts et Métiers : Habillage de la station Arts et Métiers, François Schuiten (rivestimento in cuoio delle pareti sulle banchine della linea 11)[26];
- Assemblée nationale : Affiches, Jean-Charles Blais (binari della linea 12)[26] ; La Chambre double, Jean-Charles Blais (2004)[29];
- Bastille : Fresque, Liliane Bélembert e Odile Jacquot (binari della linea 1, dipinti su ceramica)[26] ;
- Bibliothèque François-Mitterrand : L'Escalier des signes et des nombres, Antoine Grumbach (1998, scala verso la fermata RER) ; La Pluie de citations, Antoine Grumbach e Jean-Christophe Bailly (1998, banchine e sala principale) ;
- Bir-Hakeim : Night and Day, Judy Ledgerwood (2008)[30];
- Cadet : Lumière en éclats, Hervé Mathieu-Bachelot (1982) ;
- Champs-Élysées-Clemenceau : Fresque en azulejos, Manuel Cargaleiro (1995, colori delle linee 1 e 13, smalti su ceramica)[26] ;
- Châtelet : Énergies, Pierre-Yves Trémois (1977)[31]: Fresque en céramique, Hervé Mathieu-Bachelot; Obliques enrubannées, Hervé Mathieu-Bachelot (1985) : Point de rencontre, Ilio Signori[32][33];
- Chaussée d'Antin - La Fayette : Fresque, Jean-Paul Chambas (binari della linea 9)[26] ; La Fayette et la Révolution américaine, Hilton McConnico (volta sopra i binari della linea 7, pittura su metallo)[26] ;
- Cluny - La Sorbonne : Ailes et Flammes, Jean Bazaine (mosaico sopra i binari della linea 10)[26] ;
- Concorde : Déclaration des Droits de l'Homme et du Citoyen, Françoise Schein (affresco, binari della linea 12)[26] ;
- Corentin Cariou : De la verticale à l'oblique, Hervé Mathieu-Bachelot (1982) ;
- Duroc : Les Jardins de Duroc, Sophie Pénicaud (colori delle linee 10 e 13, affresco)[26] ;
- Grands Boulevards : Cascades de temps, Hervé Mathieu-Bachelot (1985) ;
- Jaurès : Vitrail, Jacques-Antoine Ducatez (1989, binari della linea 2)[26] ;
- Louvre - Rivoli : riproduzione di una sala del museo del Louvre (banchina della linea 1)[26] ;
- Madeleine : La Prière, Constantin Brâncuși (1907, copia dell'originale conservato a Bucarest), donazione della fondazione Botarro nel 2001; Ryaba la Poule, Ivan Loubennikov (2009); Tissignalisation n°14, Jacques Tissinier (2003, binari della linea 14, presente anche a Pyramides) ;
- Ourcq : Articulation, Thierry Grave (scultura) ;
- Palais Royal-Musée du Louvre : La Pensée et l'Âme huicholes, Santos de la Torre (binari della linea 1, affresco)[26] ;
- Pigalle : Fresque en céramique, Hervé Mathieu-Bachelot;
- Pont Neuf : riproduzione di monete antiche (volta del binario della linea 7, affresco)[26] ;
- Pyramides, linea 14: P.I.L.I., Philippe Favier; Tissignalisation n°14, Jacques Tissinier (2003, anche a Madeleine).
- Richelieu - Drouot : Monument aux agents du chemin de fer métropolitain de Paris morts pour la France, Carlo Sarrabezolles (1931) ;
- Saint-Germain-des-Prés : Les Messagers, Gualtiero Busato (1983, scultura) ; Gutenberg, André Ropion (1983, mosaico) ;
- Saint-Lazare : La Voix lactée, Geneviève Cadieux (2011, mosaico)
- Simplon : Fresque en céramique, Hervé Mathieu-Bachelot;
- Temple : Couleur en masses, Hervé Mathieu-Bachelot (1982).